# Liste des voies du 8e arrondissement de Paris

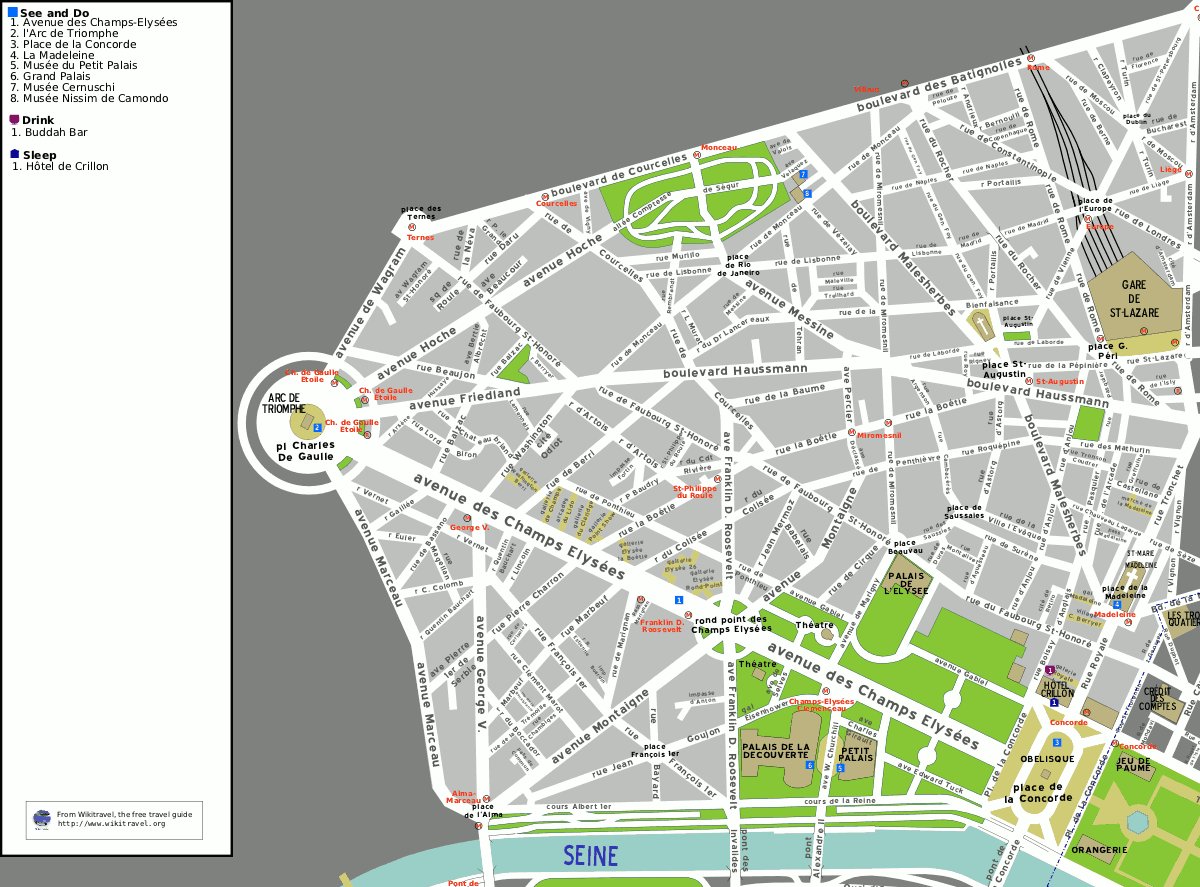
Plan du 8e arrondissement de Paris.

Cet article donne une liste des voies du 8e arrondissement de Paris, en France.

## Liste

### A
- Haut – A
- B
- C
- D
- E
- F
- G
- H
- I
- J
- K
- L
- M
- N
- O
- P
- Q
- R
- S
- T
- U
- V
- W
- X
- Y
- Z

- Rue d'Aguesseau
- Cours Albert-Ier
- Pont Alexandre-III
- Rue Alfred-de-Vigny
- Place de l'Alma
- Pont de l'Alma
- Impasse d'Amsterdam
- Rue d'Amsterdam
- Rue Andrieux
- Rue d'Anjou
- Impasse d'Antin
- Rue de l'Arcade
- Rue d'Argenson
- Promenade Aristides-de-Sousa-Mendes

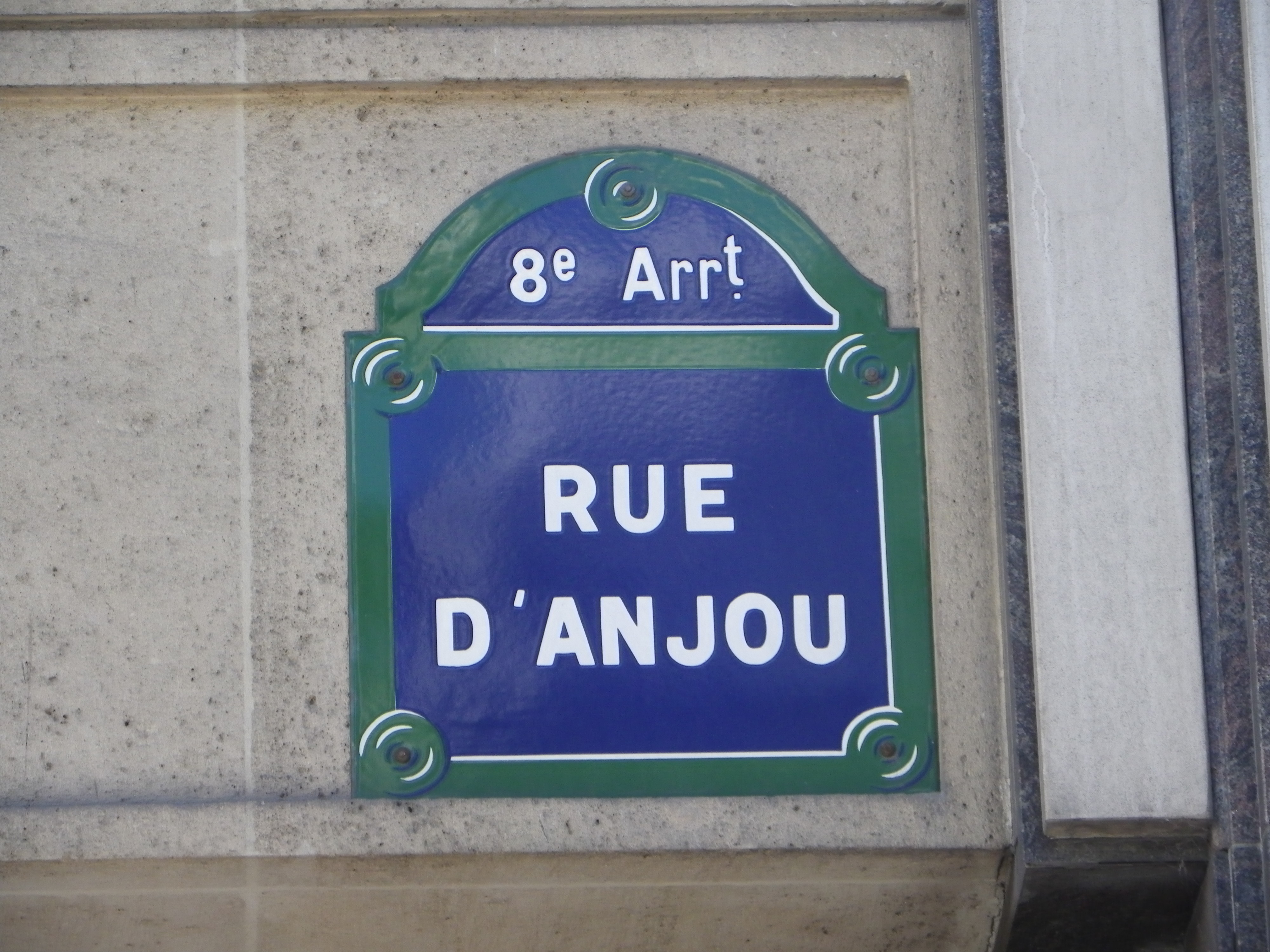
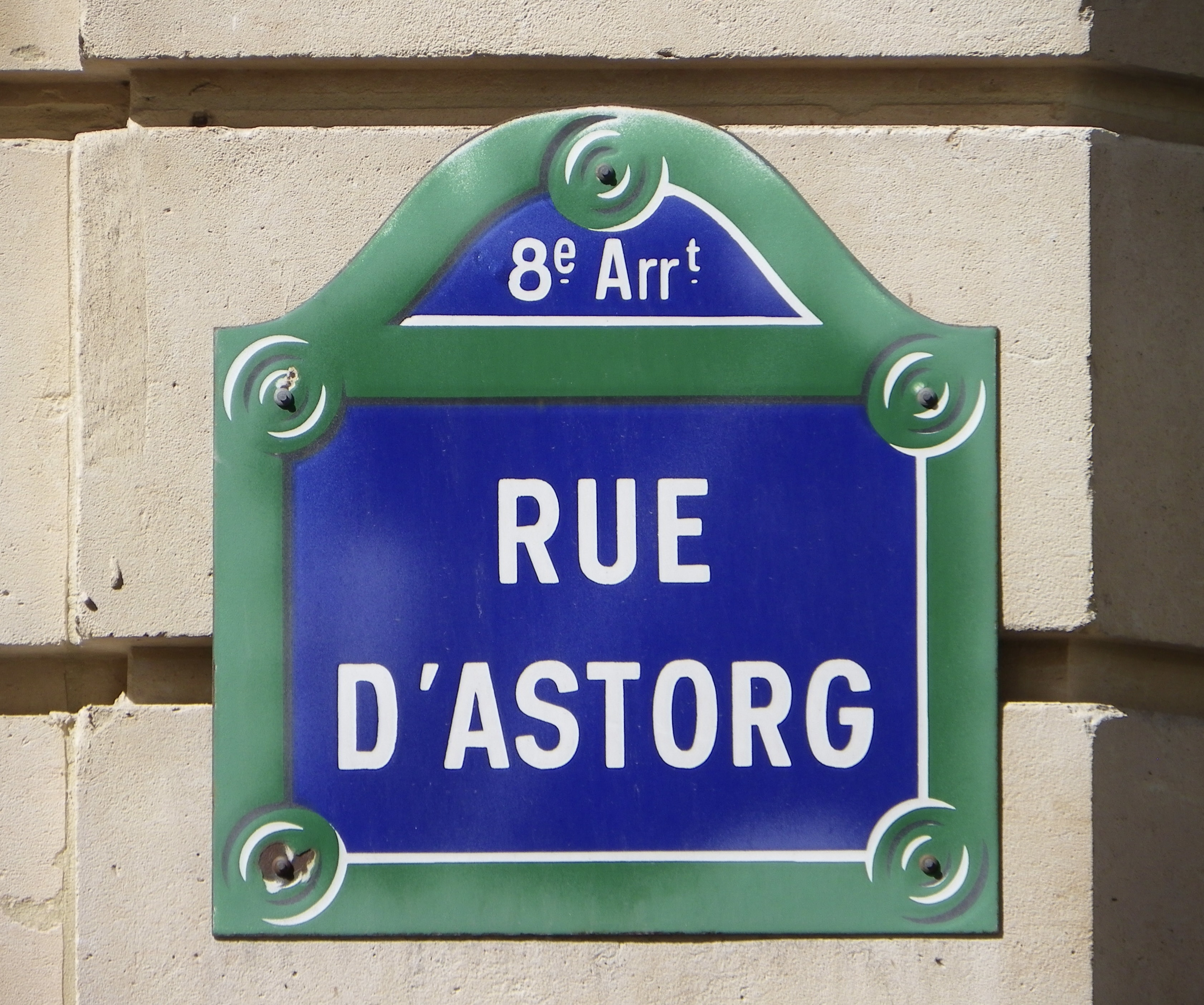

- Esplanade d'Arménie
- Rue Arsène-Houssaye
- Rue d'Artois
- Rue d'Astorg

### B

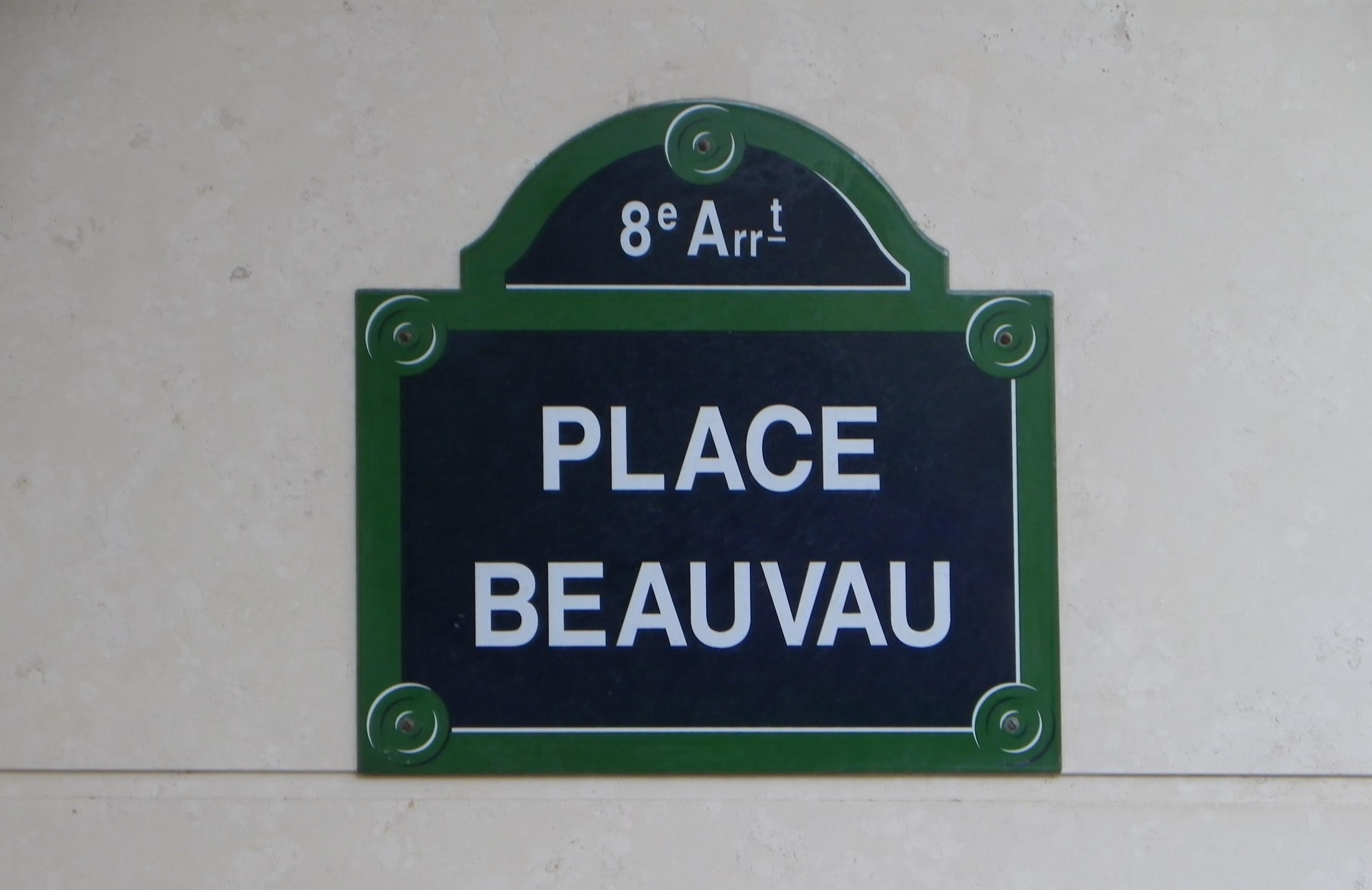
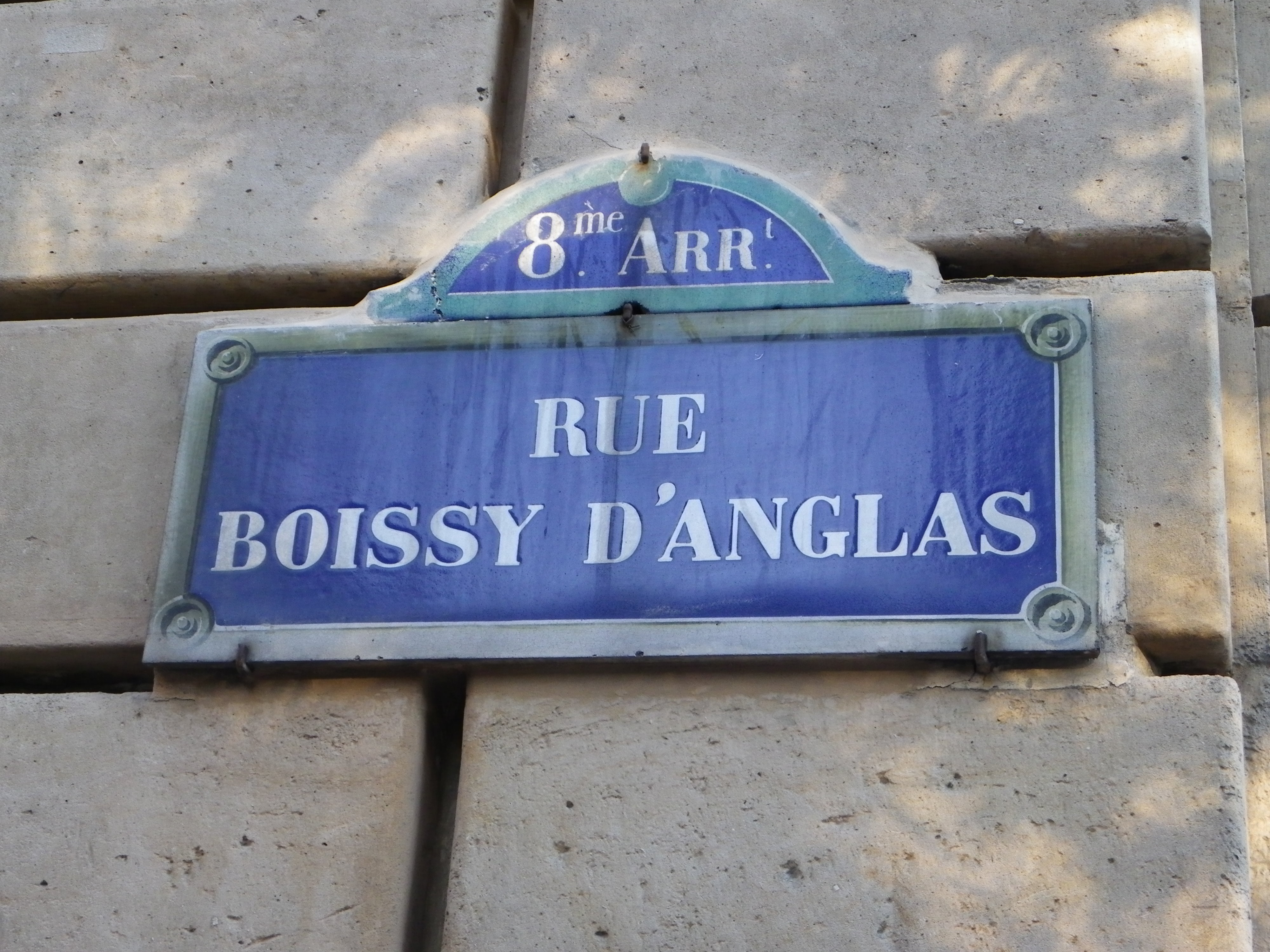

- Haut – A
- B
- C
- D
- E
- F
- G
- H
- I
- J
- K
- L
- M
- N
- O
- P
- Q
- R
- S
- T
- U
- V
- W
- X
- Y
- Z

- Rue Balzac
- Rue de Bassano
- Boulevard des Batignolles
- Rue Bayard
- Avenue Beaucour
- Rue Beaujon
- Square Beaujon
- Place Beauvau
- Rue de Berne
- Rue Bernoulli
- Rue de Berri
- Cité Berryer
- Rue Berryer
- Avenue Bertie-Albrecht
- Place de Beyrouth
- Rue de la Bienfaisance
- Rue du Boccador
- Rue Boissy-d'Anglas
- Impasse Bourdin
- Rue de Bucarest

### C
- Haut – A
- B
- C
- D
- E
- F
- G
- H
- I
- J
- K
- L
- M
- N
- O
- P
- Q
- R
- S
- T
- U
- V
- W
- X
- Y
- Z

- Rue Cambacérès
- Place du Canada
- Rue de Castellane
- Promenade Cécile-Chaminade
- Rue de Cérisoles
- Avenue César-Caire
- Rue Chambiges
- Arcades des Champs-Élysées
- Avenue des Champs-Élysées
- Port des Champs-Élysées
- Rond-point des Champs-Élysées-Marcel-Dassault  (rond-point des Champs-Élysées jusqu'en 1991)
- Place Charles-de-Gaulle (place de l'Étoile jusqu'en 1970)
- Avenue Charles-Girault
- Place Chassaigne-Goyon
- Rue Chateaubriand
- Rue Chauveau-Lagarde
- Rue du Chevalier-de-Saint-George (anciennement rue Richepance)

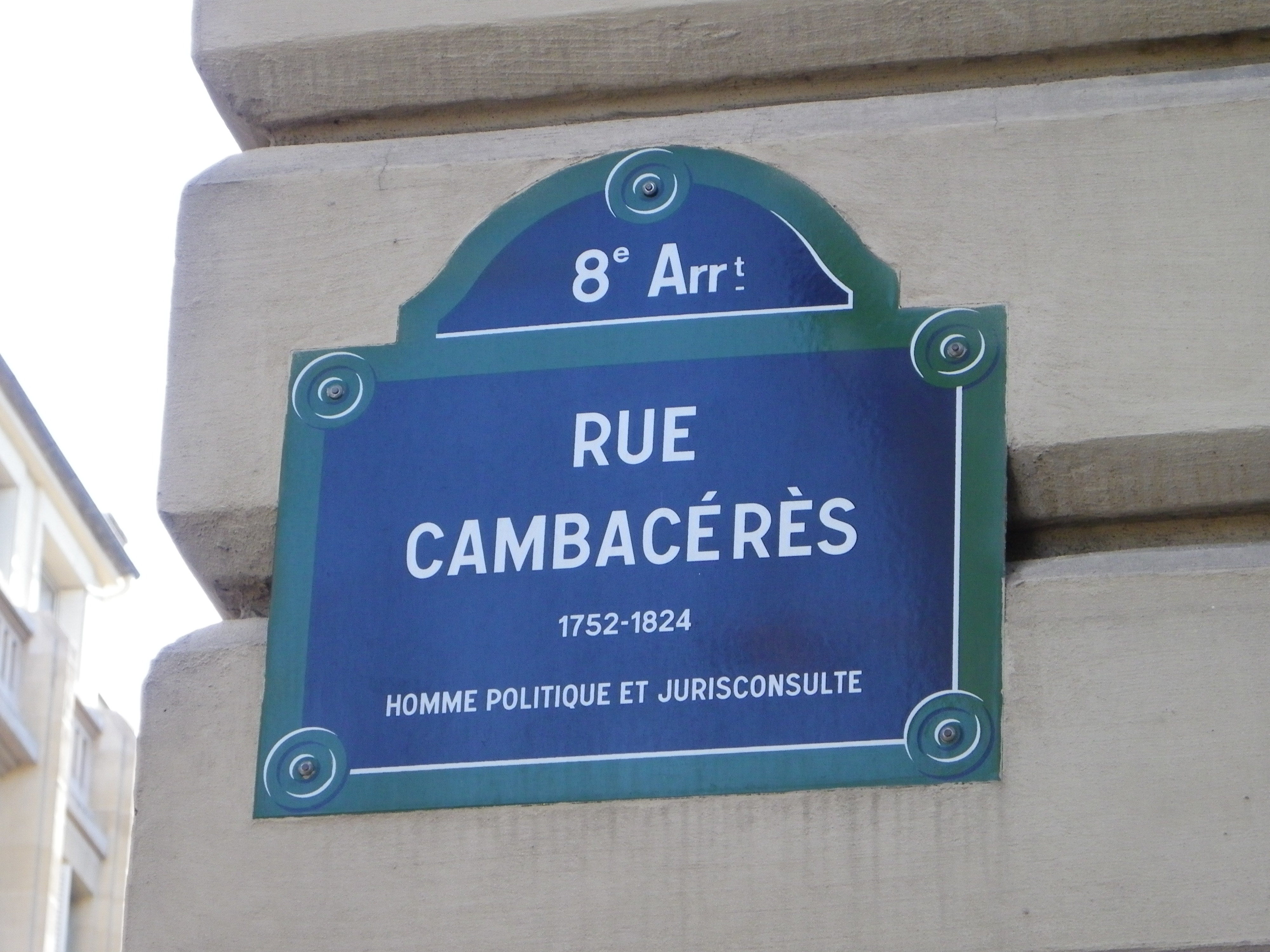
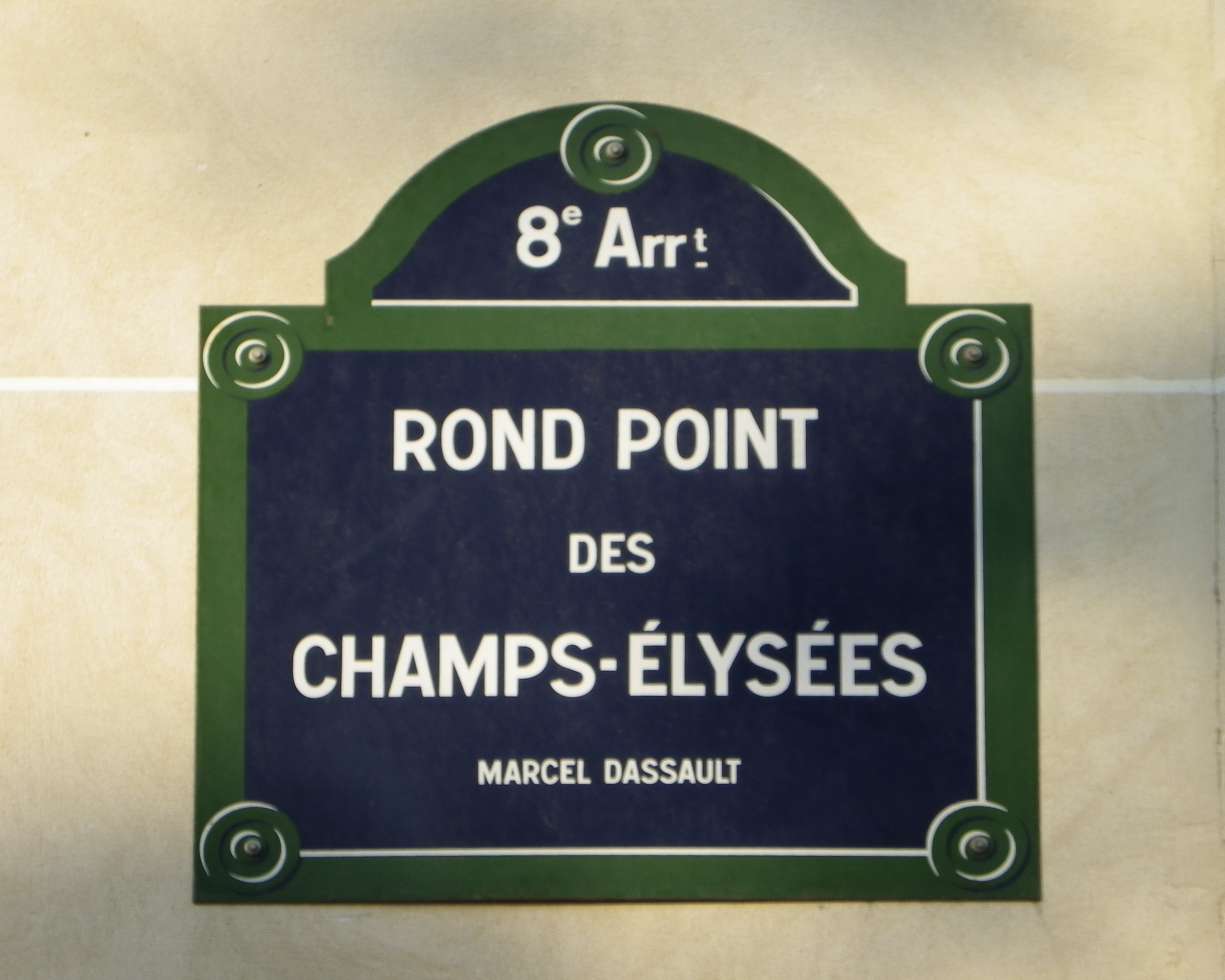
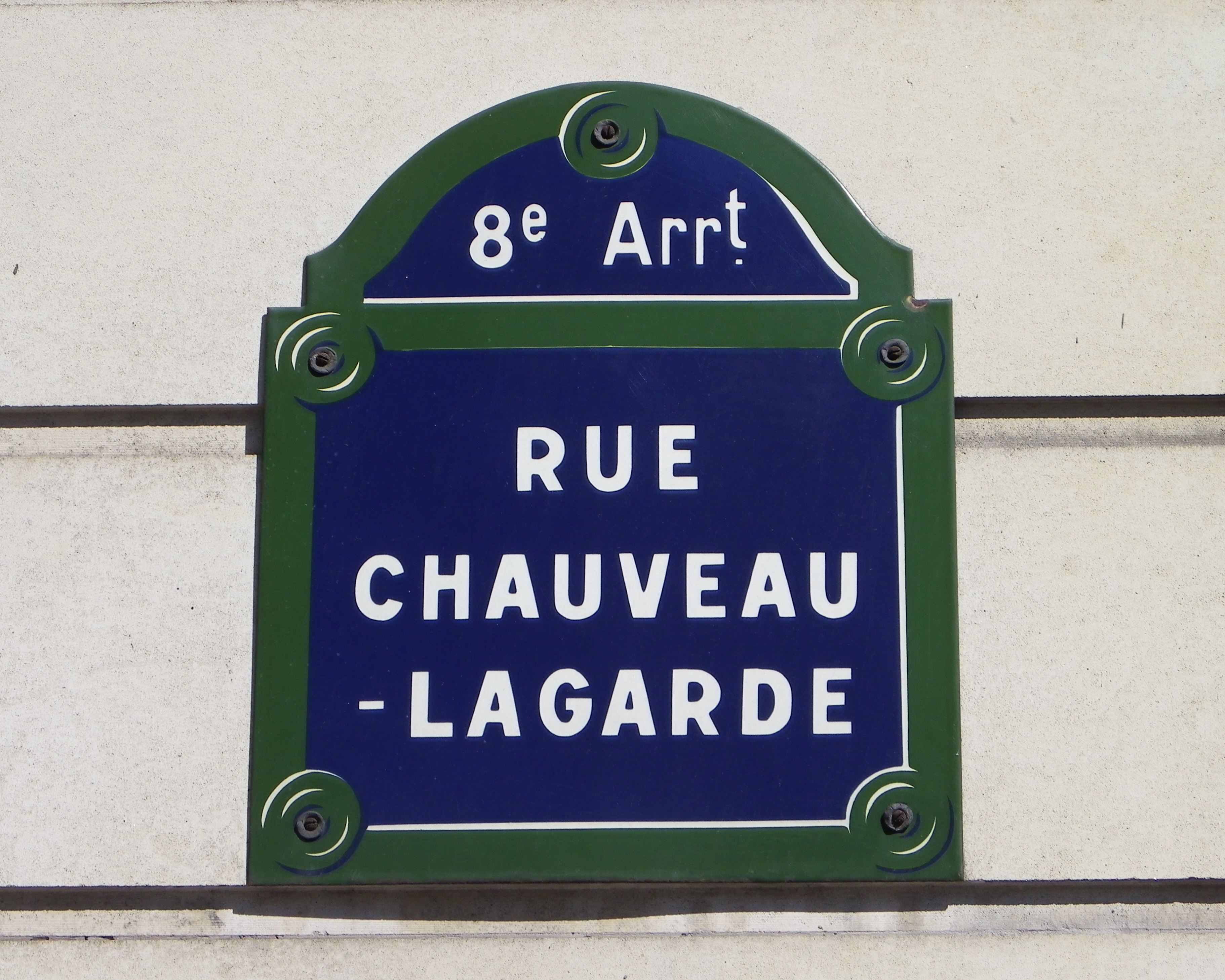
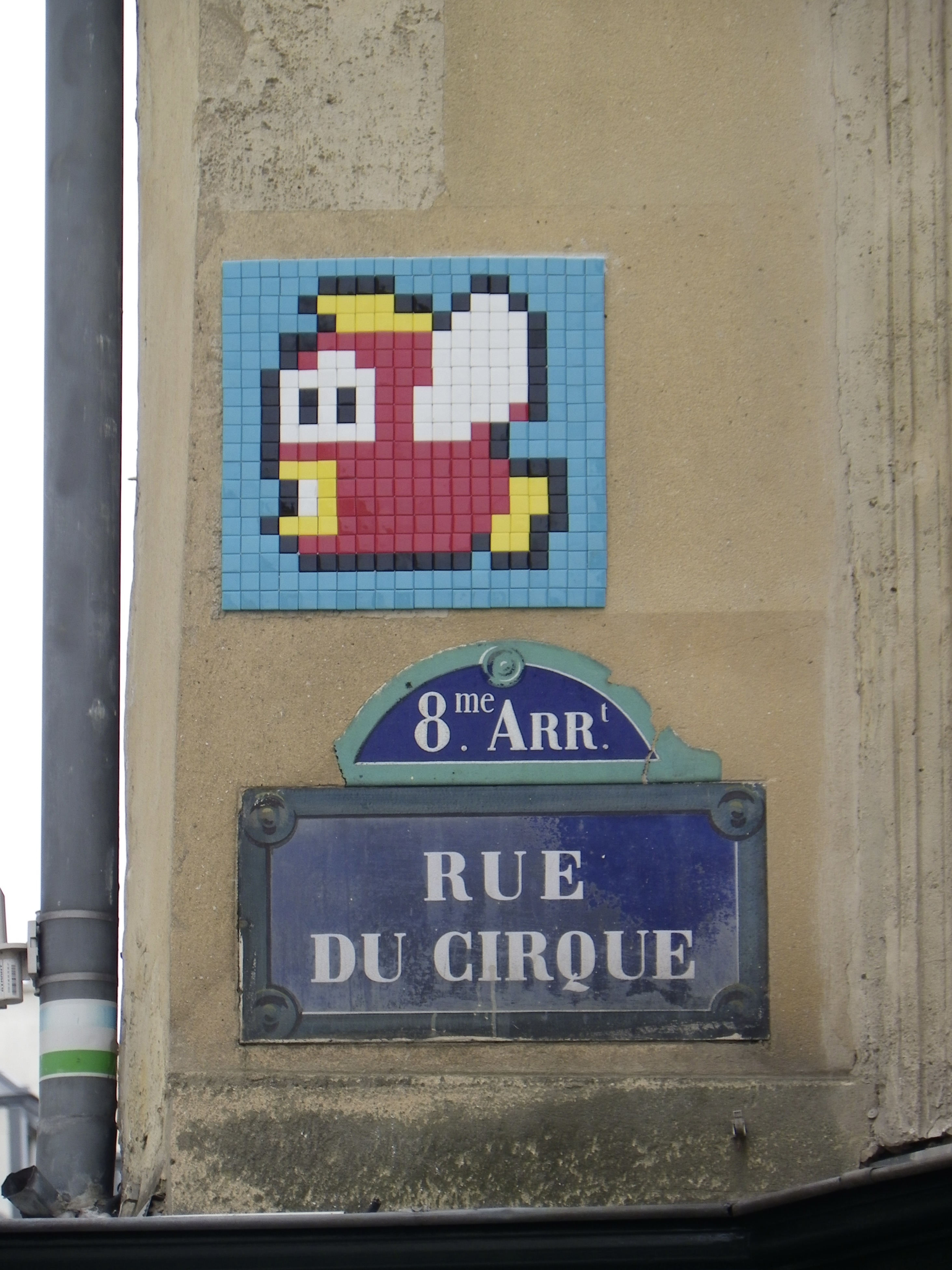
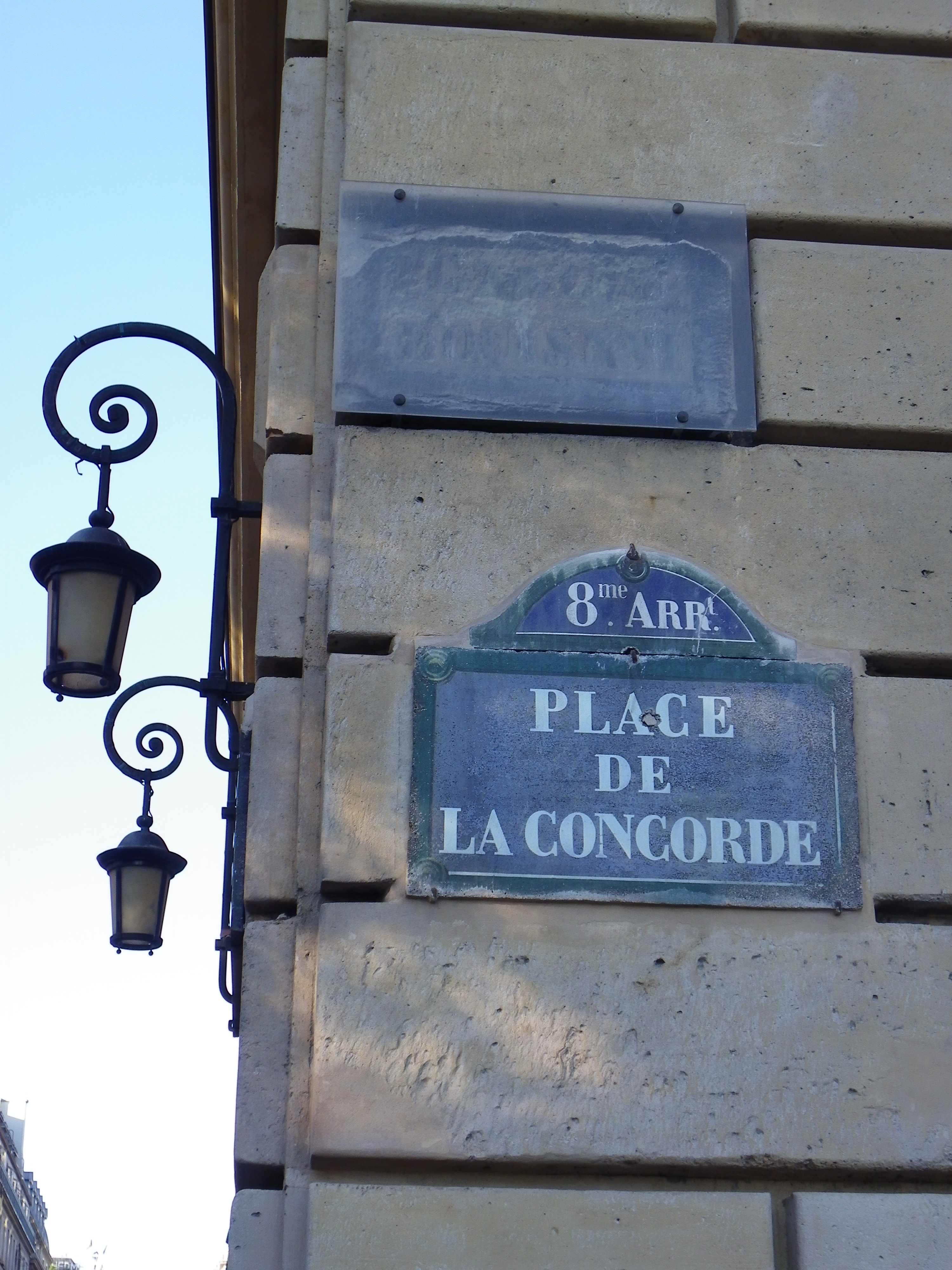

- Rue Christophe-Colomb
- rue du Cirque
- Rue Clapeyron
- Place Clemenceau
- Rue Clément-Marot
- Place de Clichy
- Rue du Colisée
- Allée du Commandant-Massoud
- Rue du Commandant-Rivière
- Allée de la Comtesse-de-Ségur
- Pont de la Concorde
- Place de la Concorde
- Port de la Concorde
- Port de la Conférence
- Rue de Constantinople
- Rue de Copenhague
- Rue Corvetto
- Boulevard de Courcelles
- Rue de Courcelles

### D
- Haut – A
- B
- C
- D
- E
- F
- G
- H
- I
- J
- K
- L
- M
- N
- O
- P
- Q
- R
- S
- T
- U
- V
- W
- X
- Y
- Z

- Cour Dany
- Rue Daru
- Avenue Delcassé
- Impasse du Docteur-Jacques-Bertillon

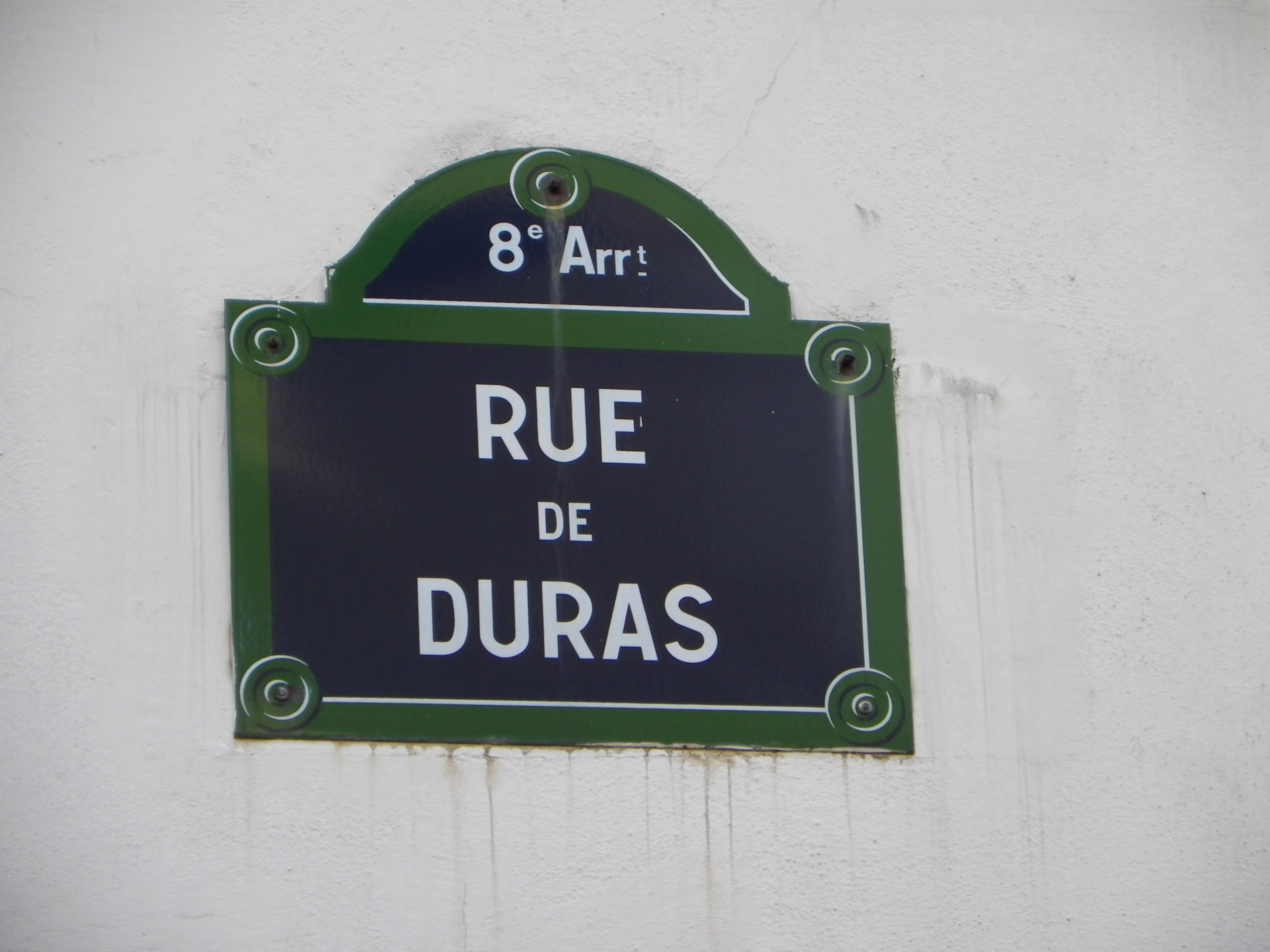

- Rue du Docteur-Lancereaux
- Impasse des Douze-Maisons
- Place de Dublin
- Rue Duphot
- Rue de Duras
- Avenue Dutuit

### E
- Haut – A
- B
- C
- D
- E
- F
- G
- H
- I
- J
- K
- L
- M
- N
- O
- P
- Q
- R
- S
- T
- U
- V
- W
- X
- Y
- Z

- Rue d'Édimbourg
- Avenue Edward-Tuck
- Rue de l'Élysée
- Galerie Élysées-La-Boétie
- Rue Euler
- Place de l'Europe-Simone-Veil ancienne Place de l'Europe

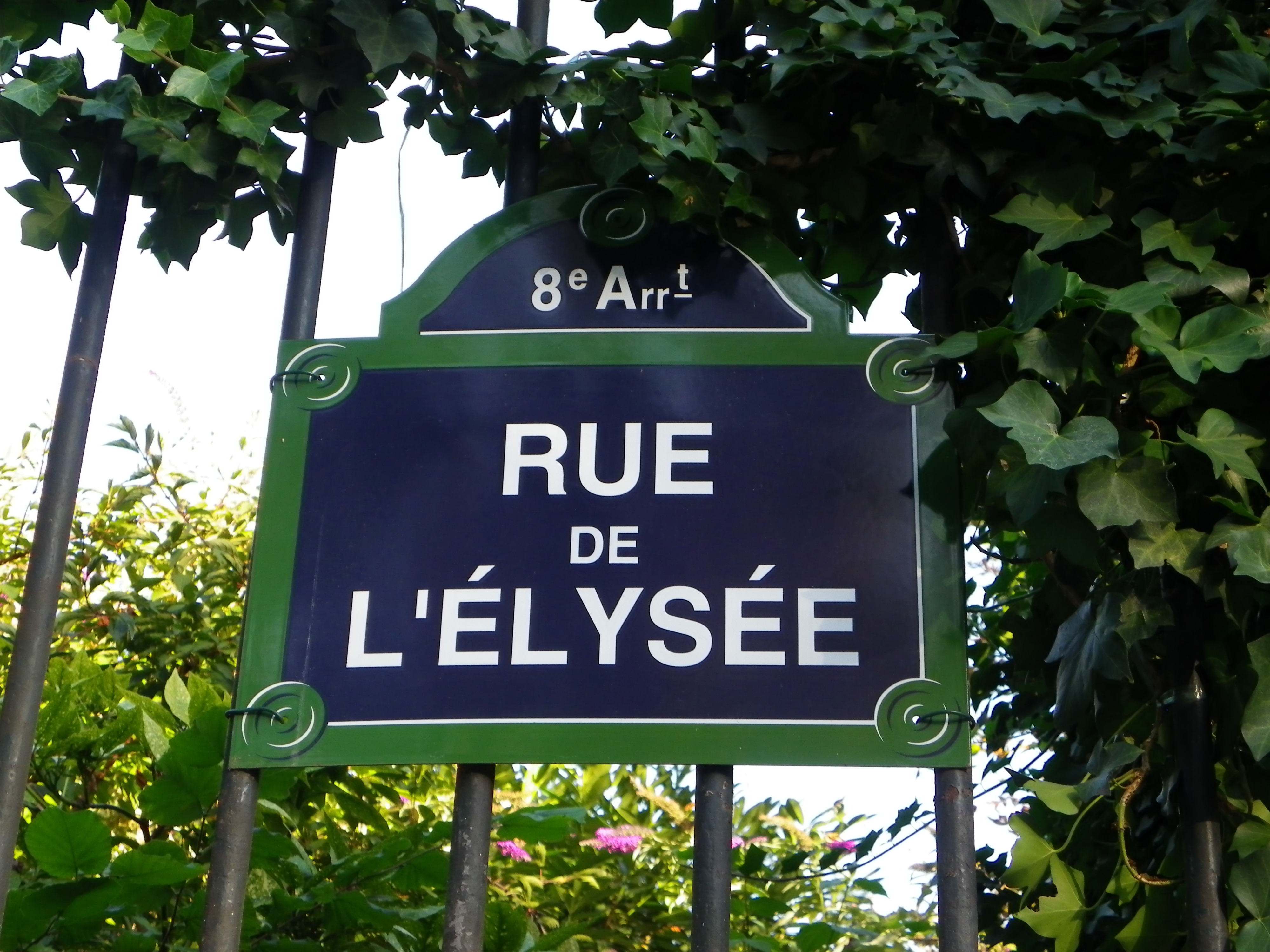

### F

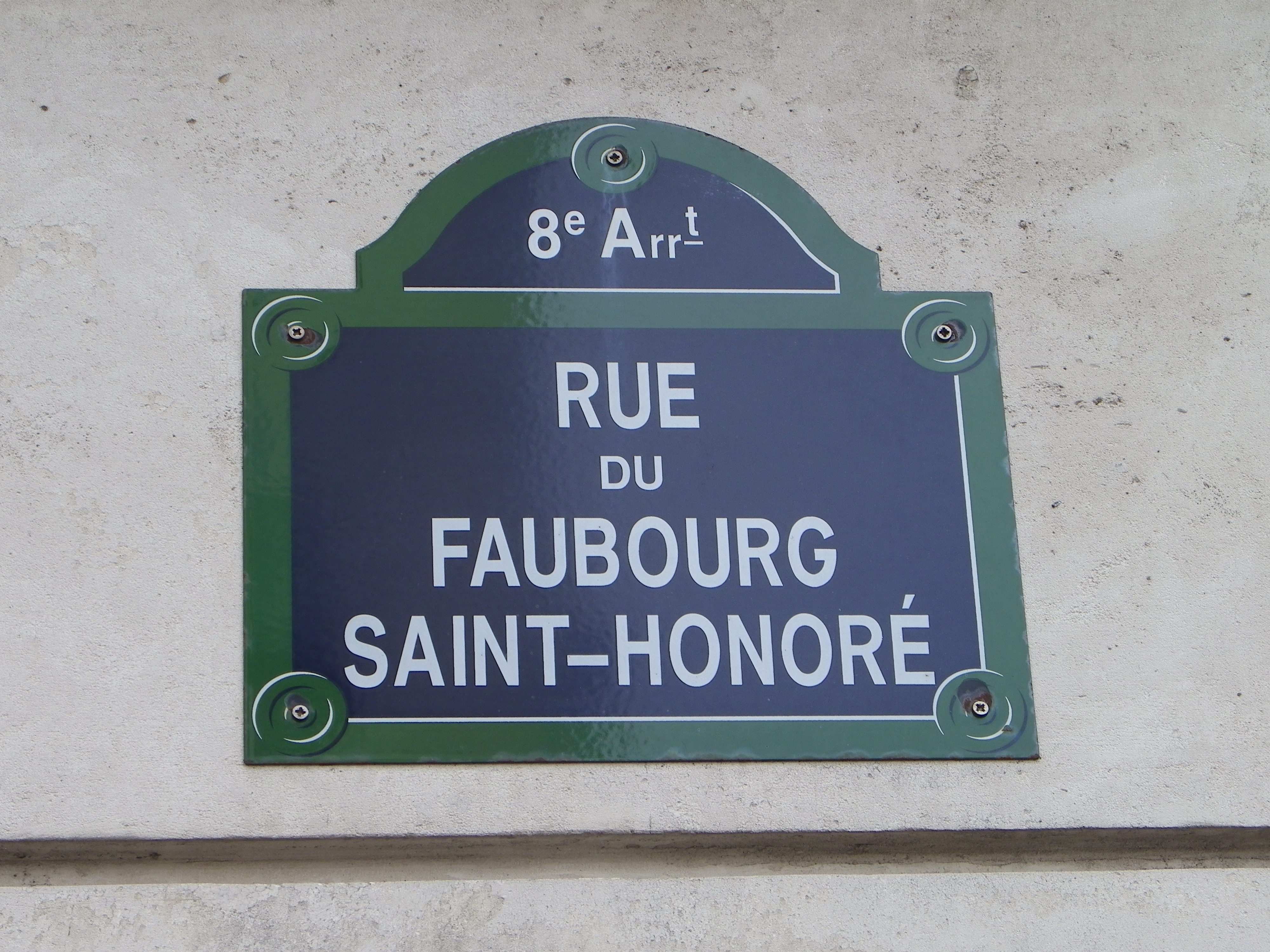

- Haut – A
- B
- C
- D
- E
- F
- G
- H
- I
- J
- K
- L
- M
- N
- O
- P
- Q
- R
- S
- T
- U
- V
- W
- X
- Y
- Z

- Rue du Faubourg-Saint-Honoré
- Avenue Ferdousi
- Rue de Florence
- Impasse Fortin
- Place François-Ier
- Rue François-Ier
- Allée France-Gall
- Avenue Franklin-D.-Roosevelt
- Rue Frédéric-Bastiat
- Avenue de Friedland

### G

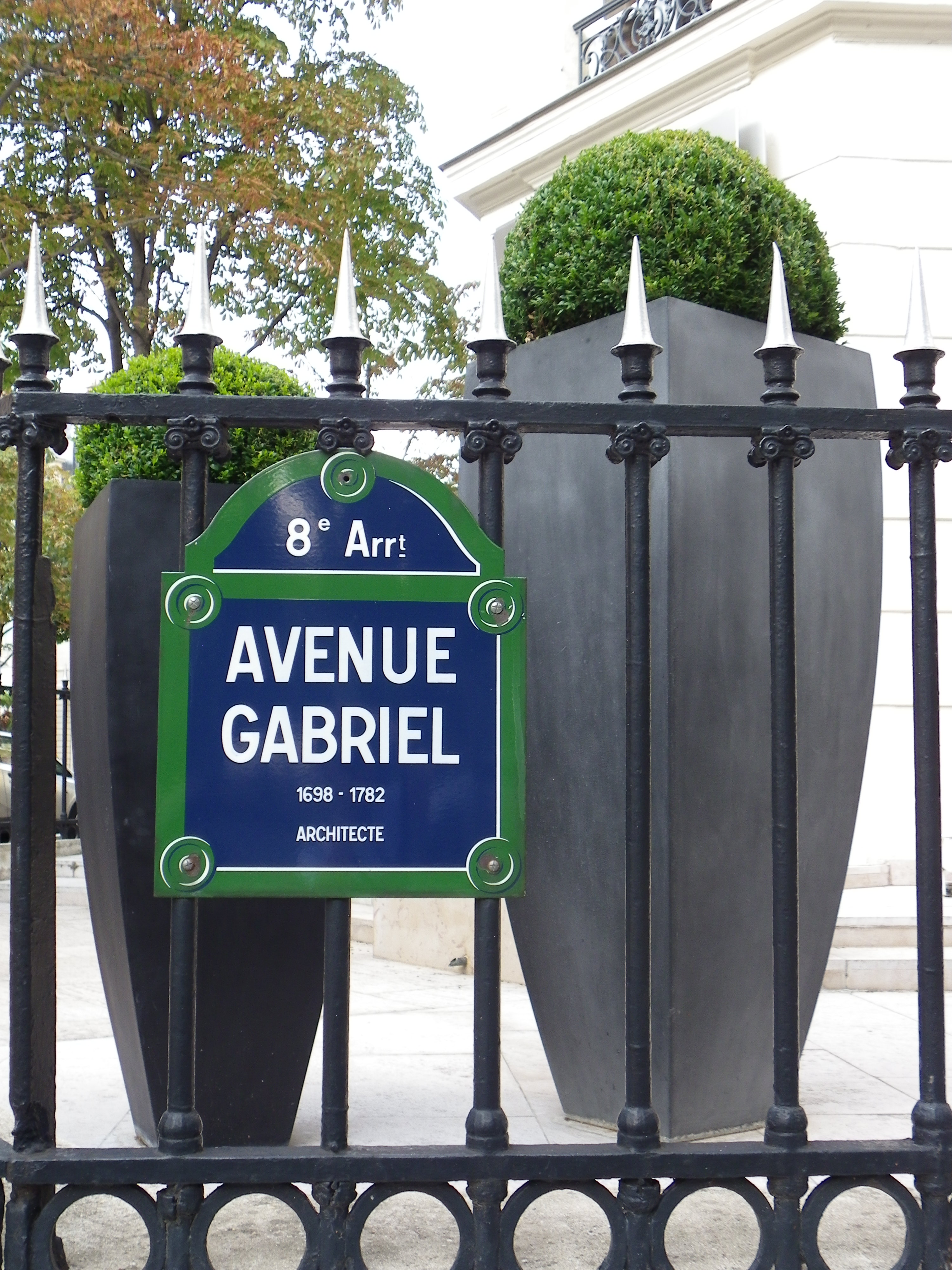

- Haut – A
- B
- C
- D
- E
- F
- G
- H
- I
- J
- K
- L
- M
- N
- O
- P
- Q
- R
- S
- T
- U
- V
- W
- X
- Y
- Z

- Avenue Gabriel
- Place Gabriel-Péri
- Rue Galilée
- Place du Général-Brocard
- Avenue du Général-Eisenhower
- Rue du Général-Foy
- Place Georges-Guillaumin
- Voie Georges-Pompidou
- Avenue George-V
- Place Gérard-Oury
- Rue Greffulhe
- Place du Guatemala

### H
- Haut – A
- B
- C
- D
- E
- F
- G
- H
- I
- J
- K
- L
- M
- N
- O
- P
- Q
- R
- S
- T
- U
- V
- W
- X
- Y
- Z

- Boulevard Haussmann
- Cour du Havre
- Place du Havre
- Rue du Havre
- Place Henri-Bergson
- Avenue Hoche

### I
- Haut – A
- B
- C
- D
- E
- F
- G
- H
- I
- J
- K
- L
- M
- N
- O
- P
- Q
- R
- S
- T
- U
- V
- W
- X
- Y
- Z

- Rue Intérieure
- Pont des Invalides
- Rue de l'Isly

### J
- Haut – A
- B
- C
- D
- E
- F
- G
- H
- I
- J
- K
- L
- M
- N
- O
- P
- Q
- R
- S
- T
- U
- V
- W
- X
- Y
- Z

- Allée Jacques-Garnerin
- Promenade Jacques-Hébertot
- Rue Jean-Goujon
- Rue Jean-Mermoz
- Place Jean-Pierre-Lévy
- Rue Joseph-Sansbœuf

### L

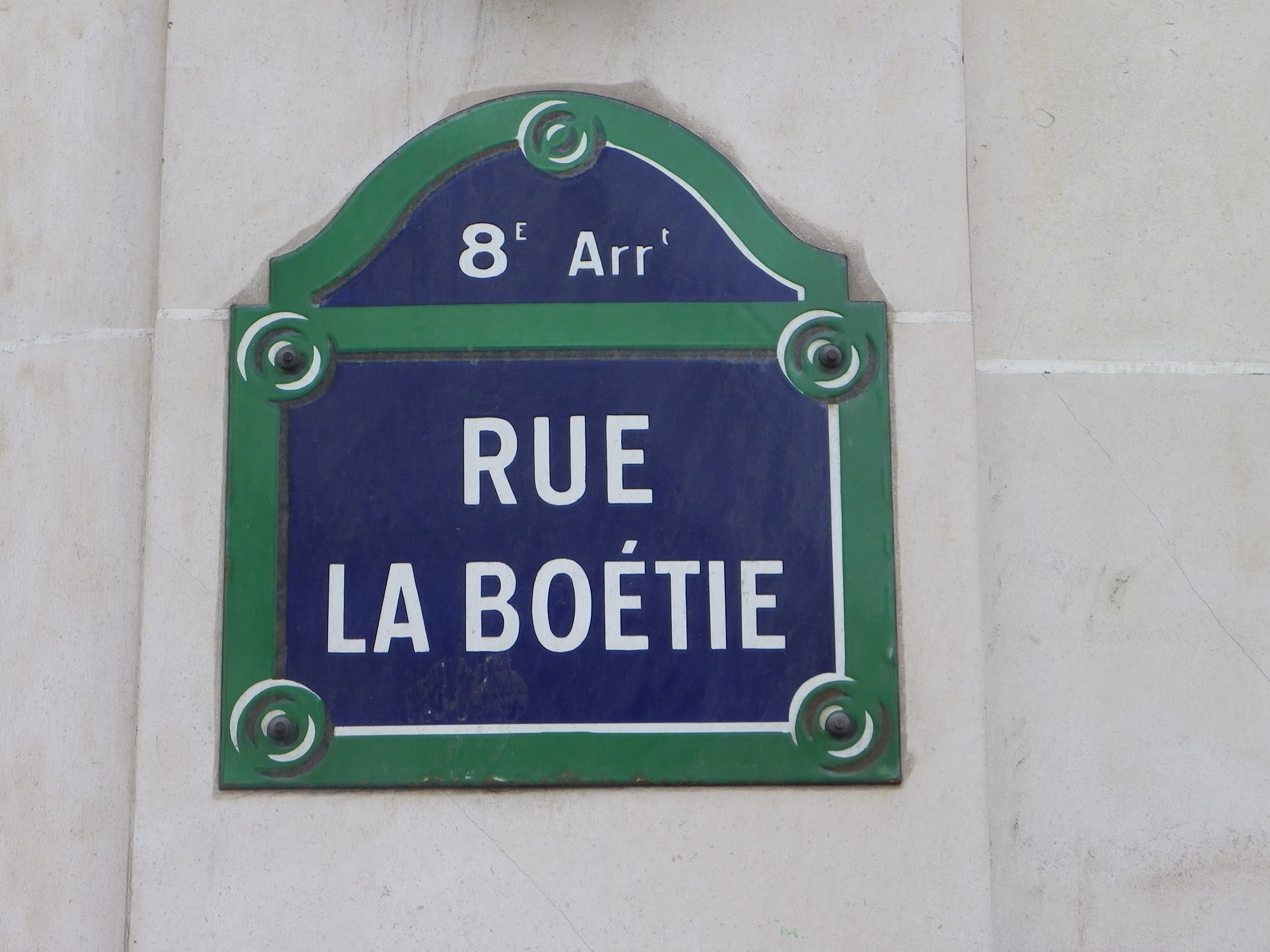
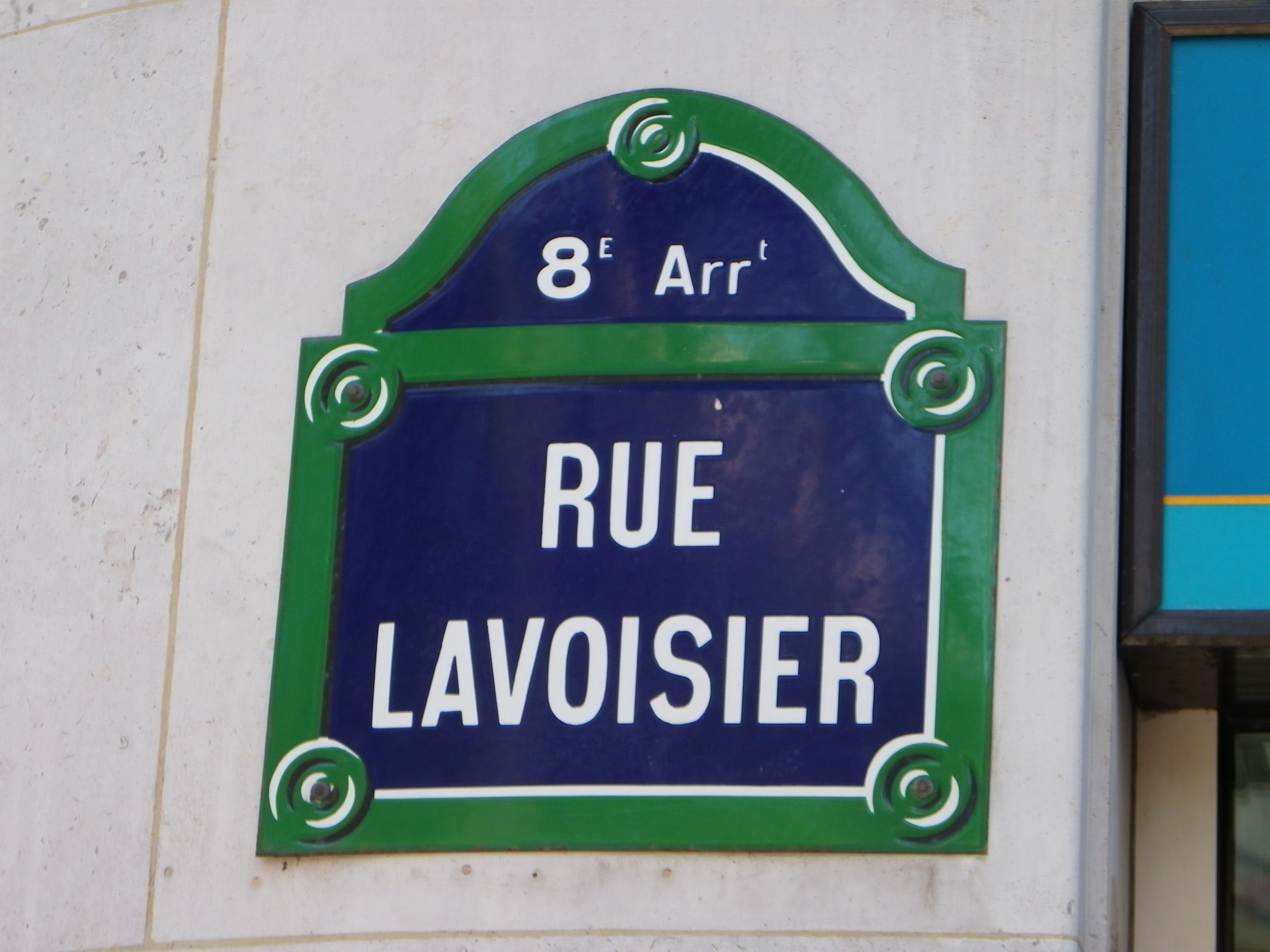

- Haut – A
- B
- C
- D
- E
- F
- G
- H
- I
- J
- K
- L
- M
- N
- O
- P
- Q
- R
- S
- T
- U
- V
- W
- X
- Y
- Z

- Rue de La Baume
- Rue La Boétie
- Rue de La Trémoille
- Rue de Laborde
- Rue Lamennais
- Rue Larribe
- Rue Laure-Diebold
- Rue Lavoisier
- Rue de Liège
- Rue Lincoln
- Rue de Lisbonne
- Rue de Londres
- Rue Lord-Byron
- Allée Louis-de-Funès
- Rue Louis-Murat

### M

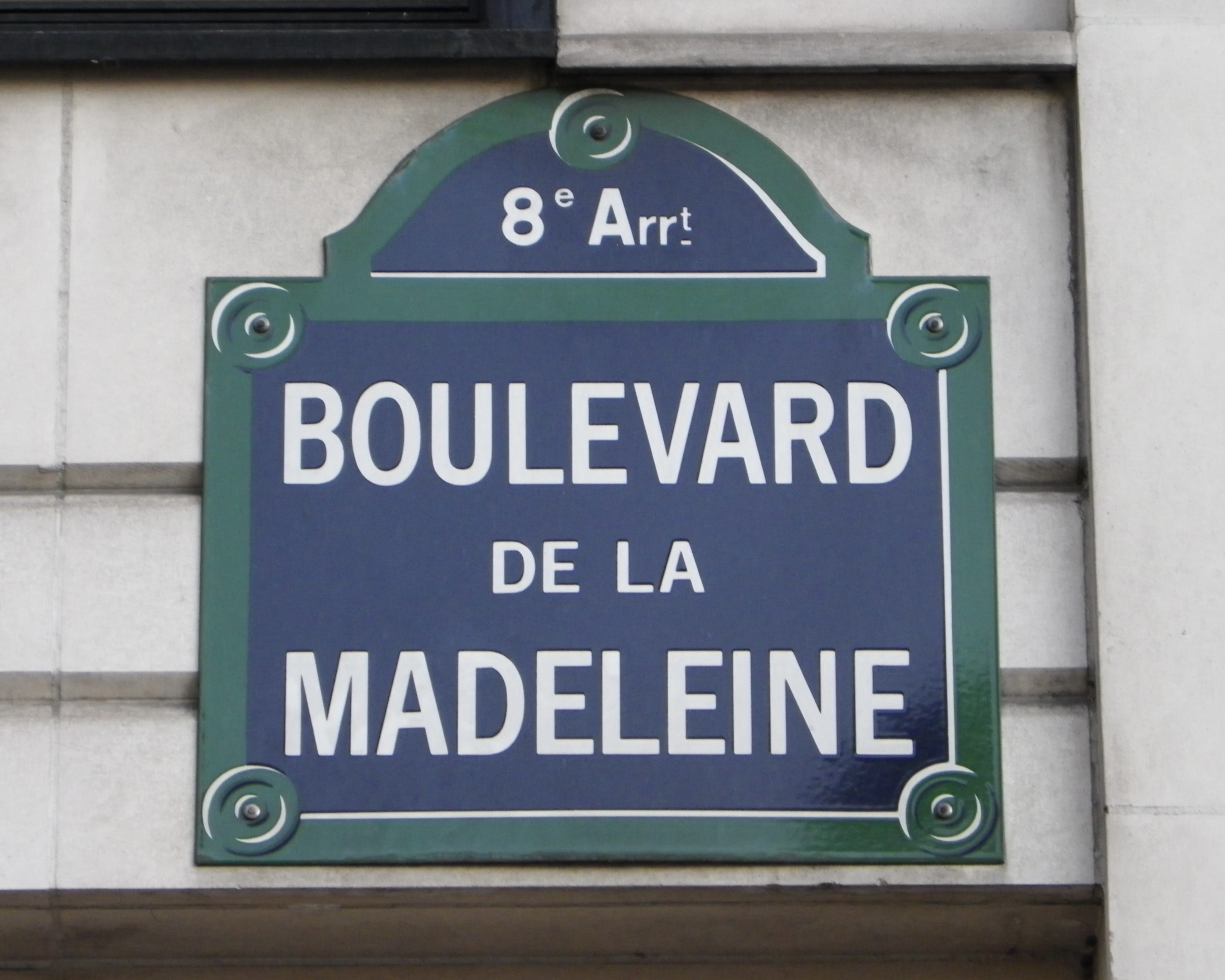
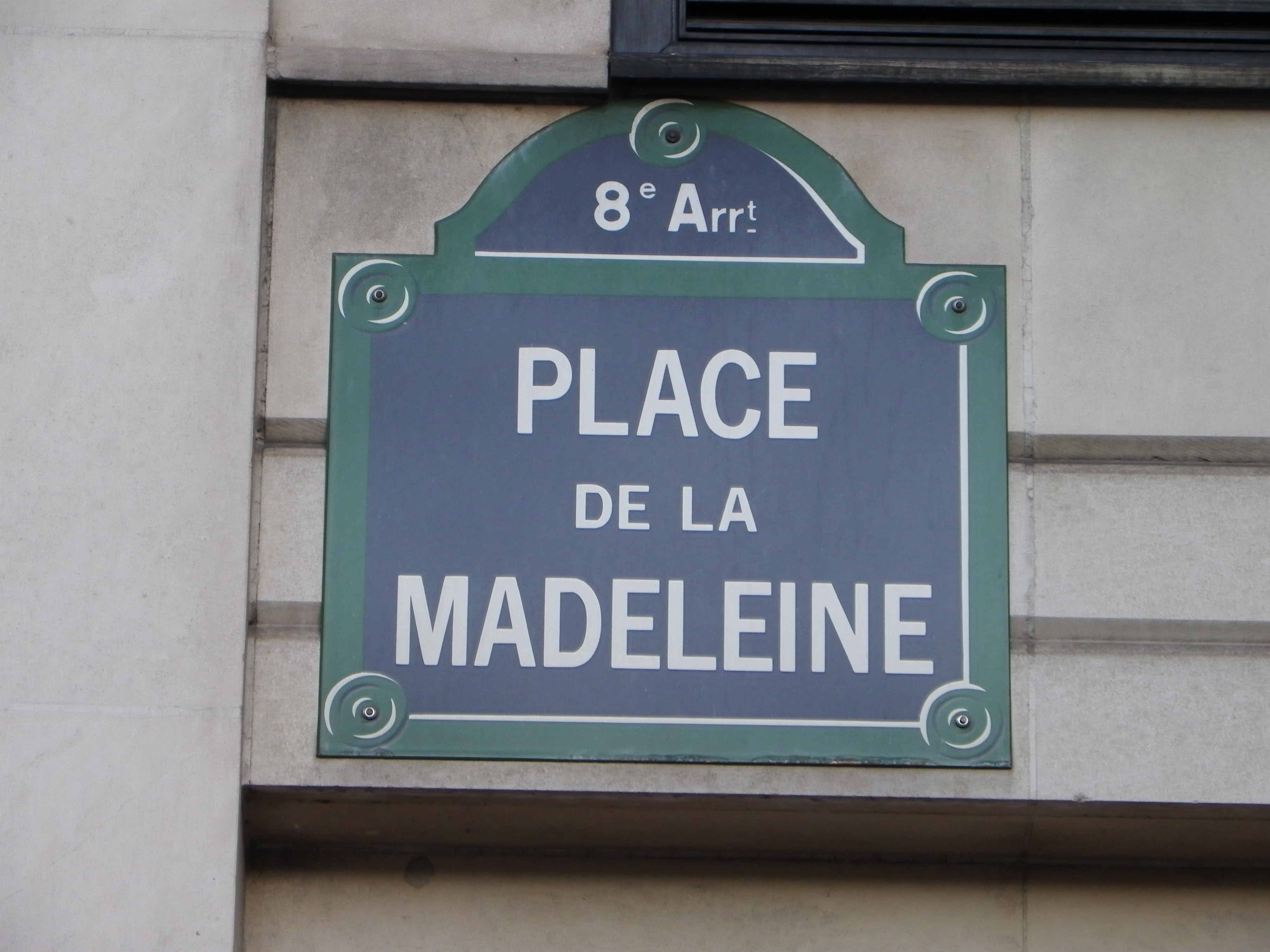
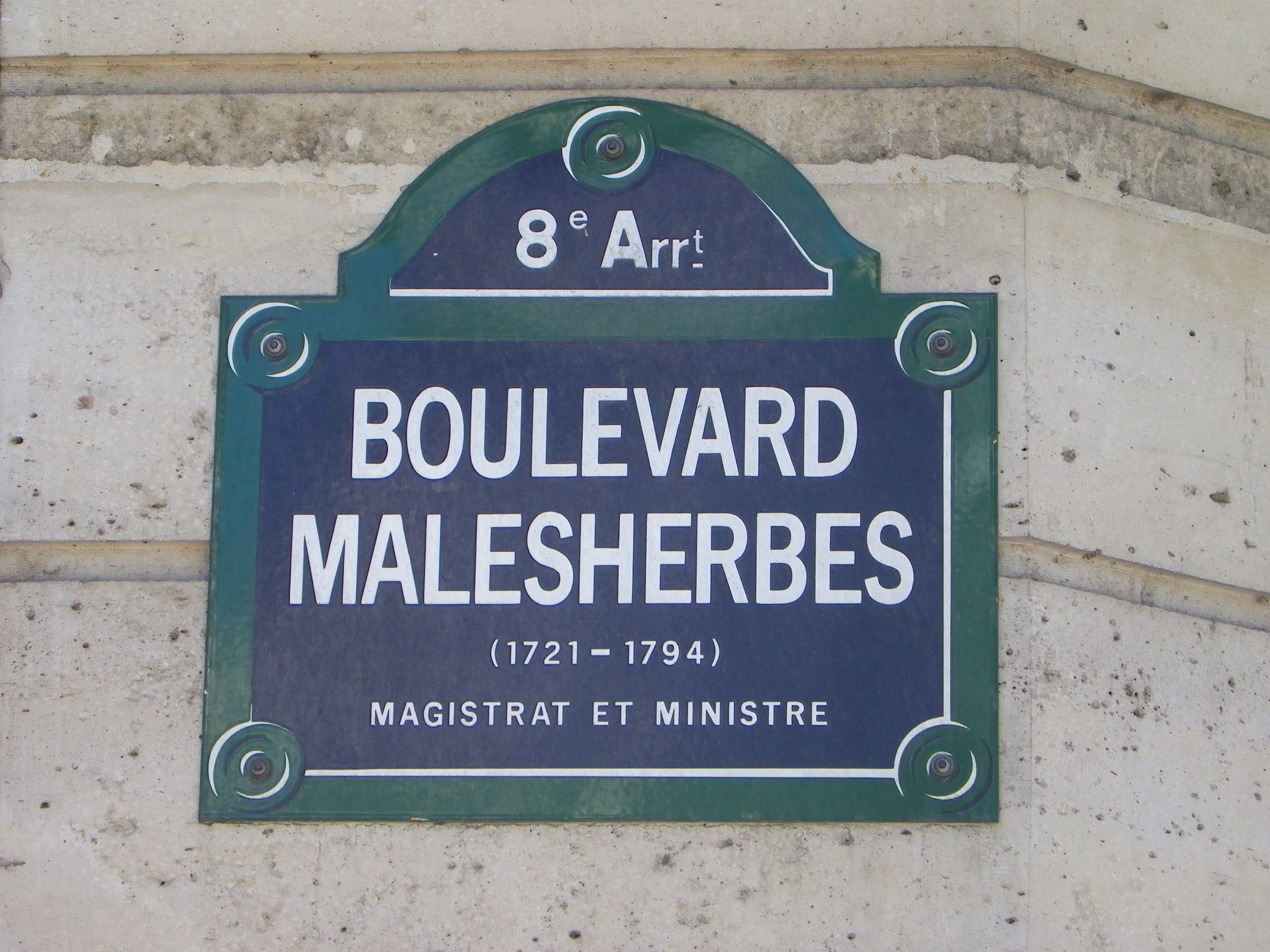
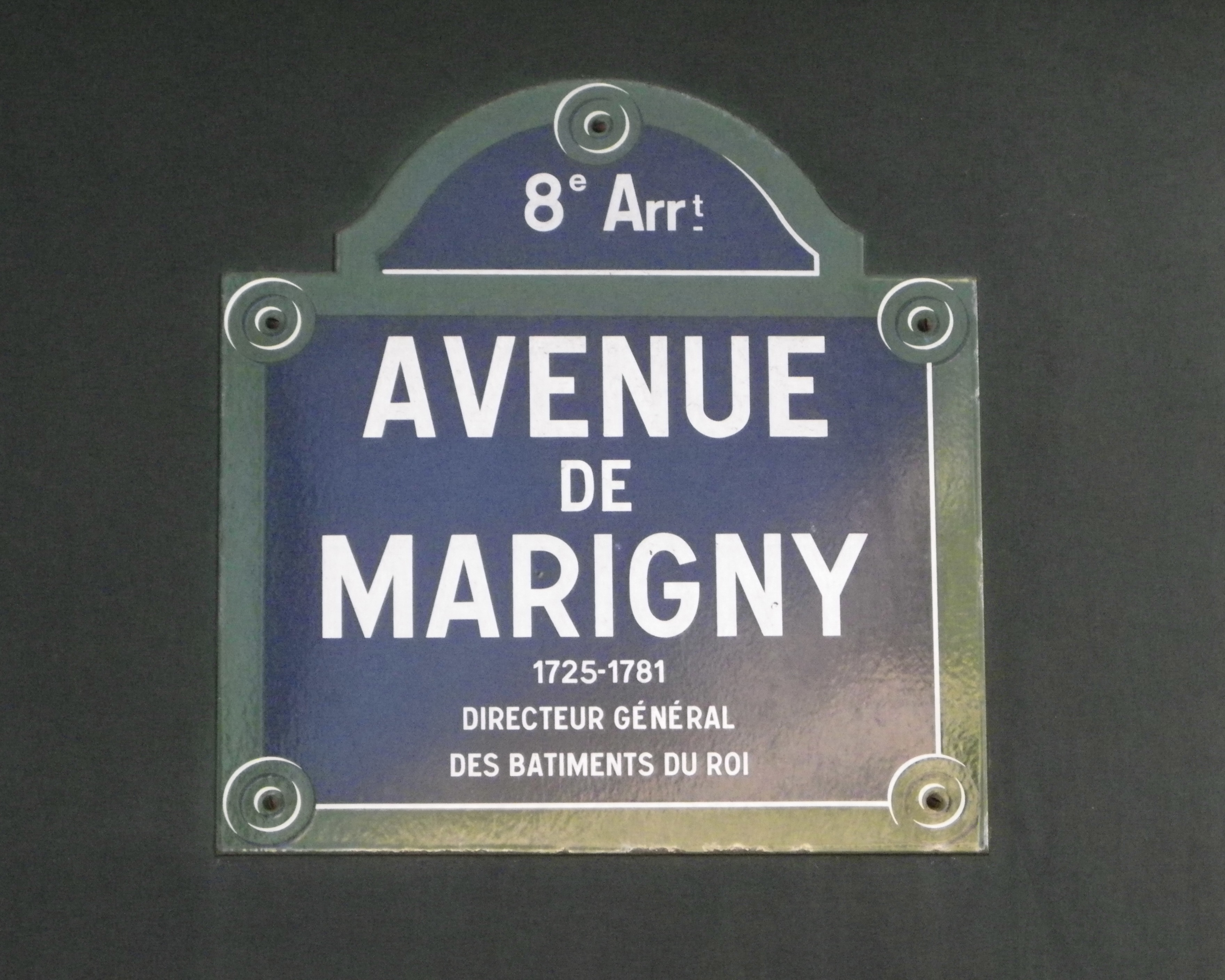
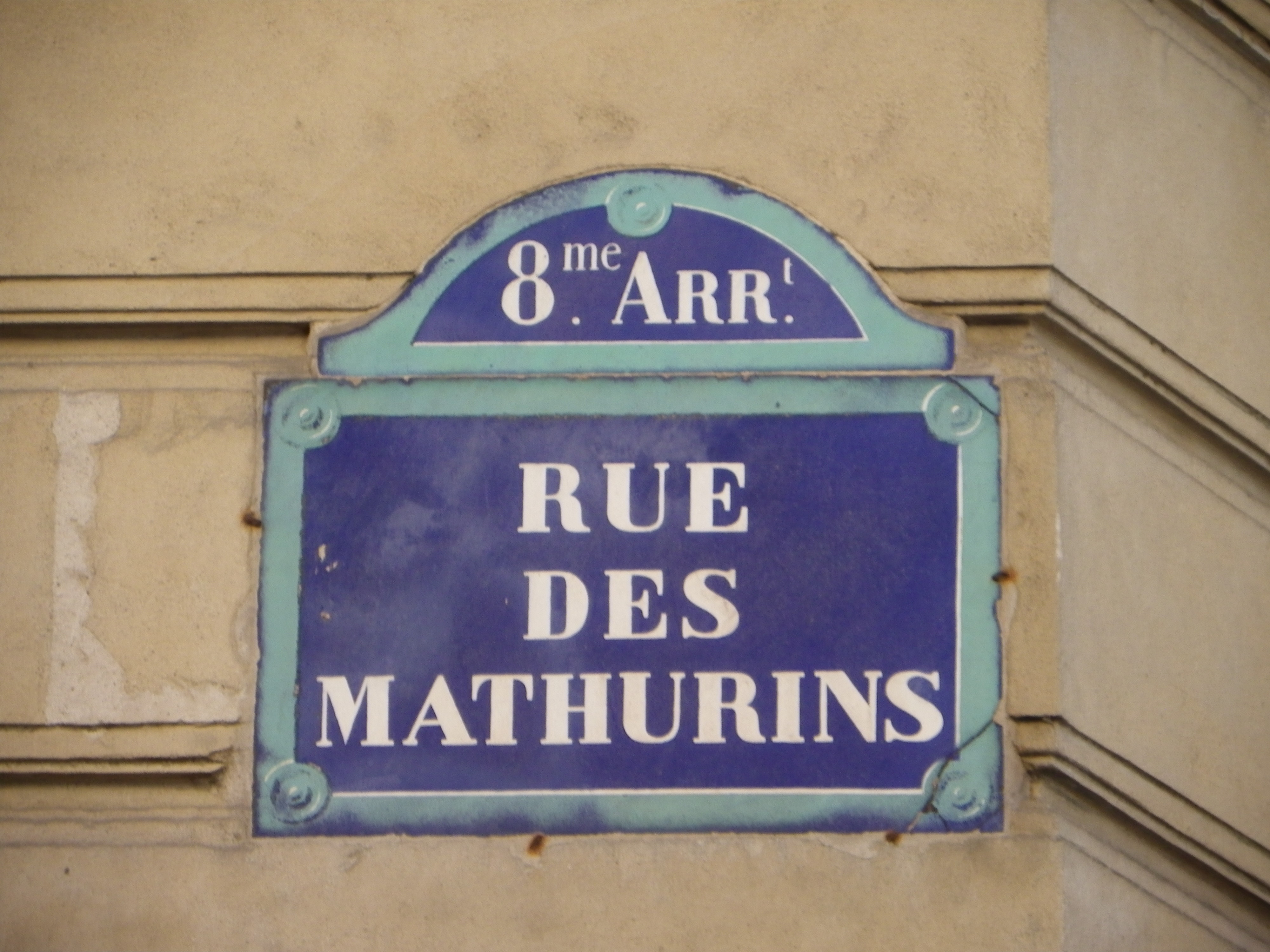
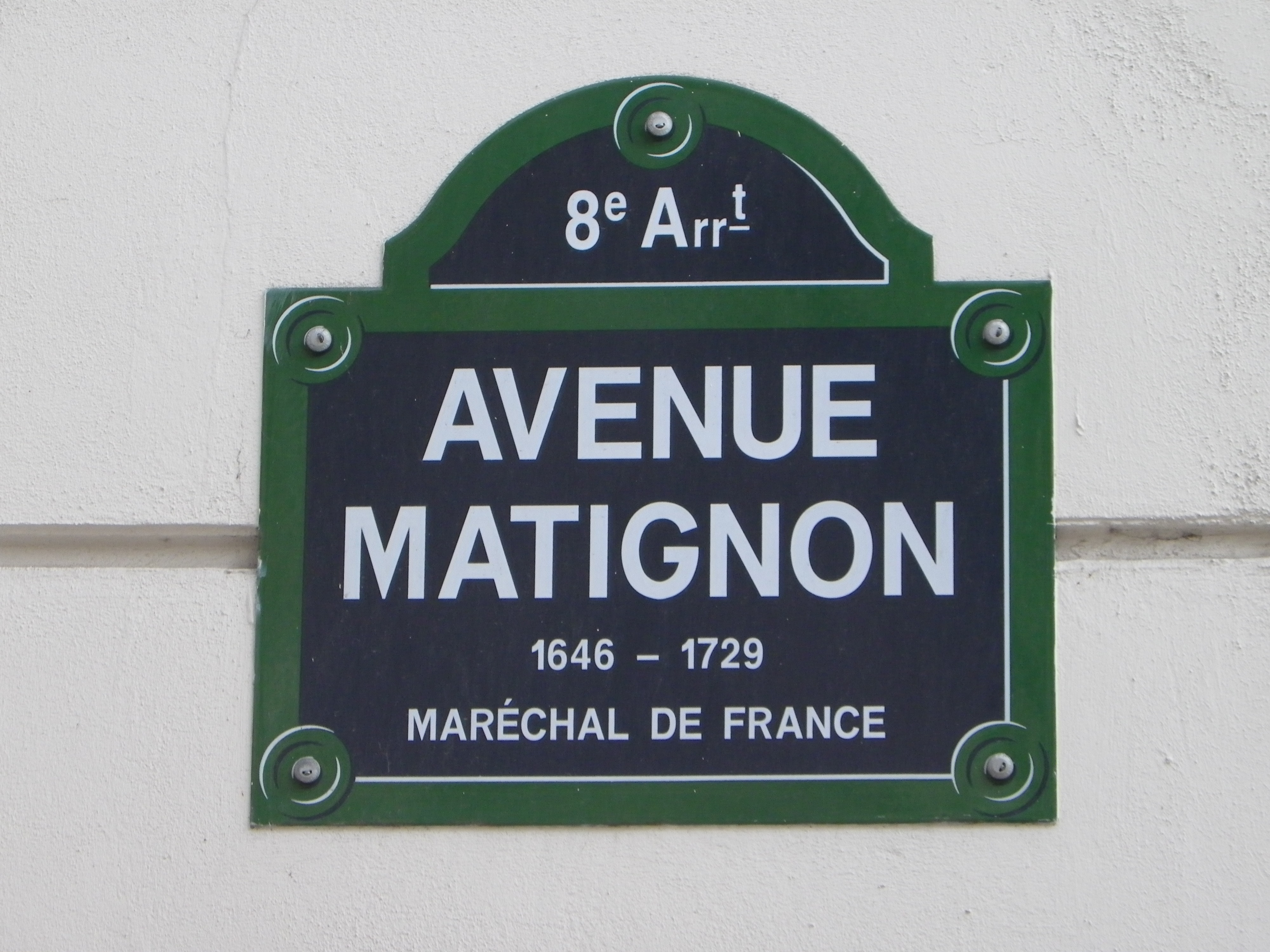
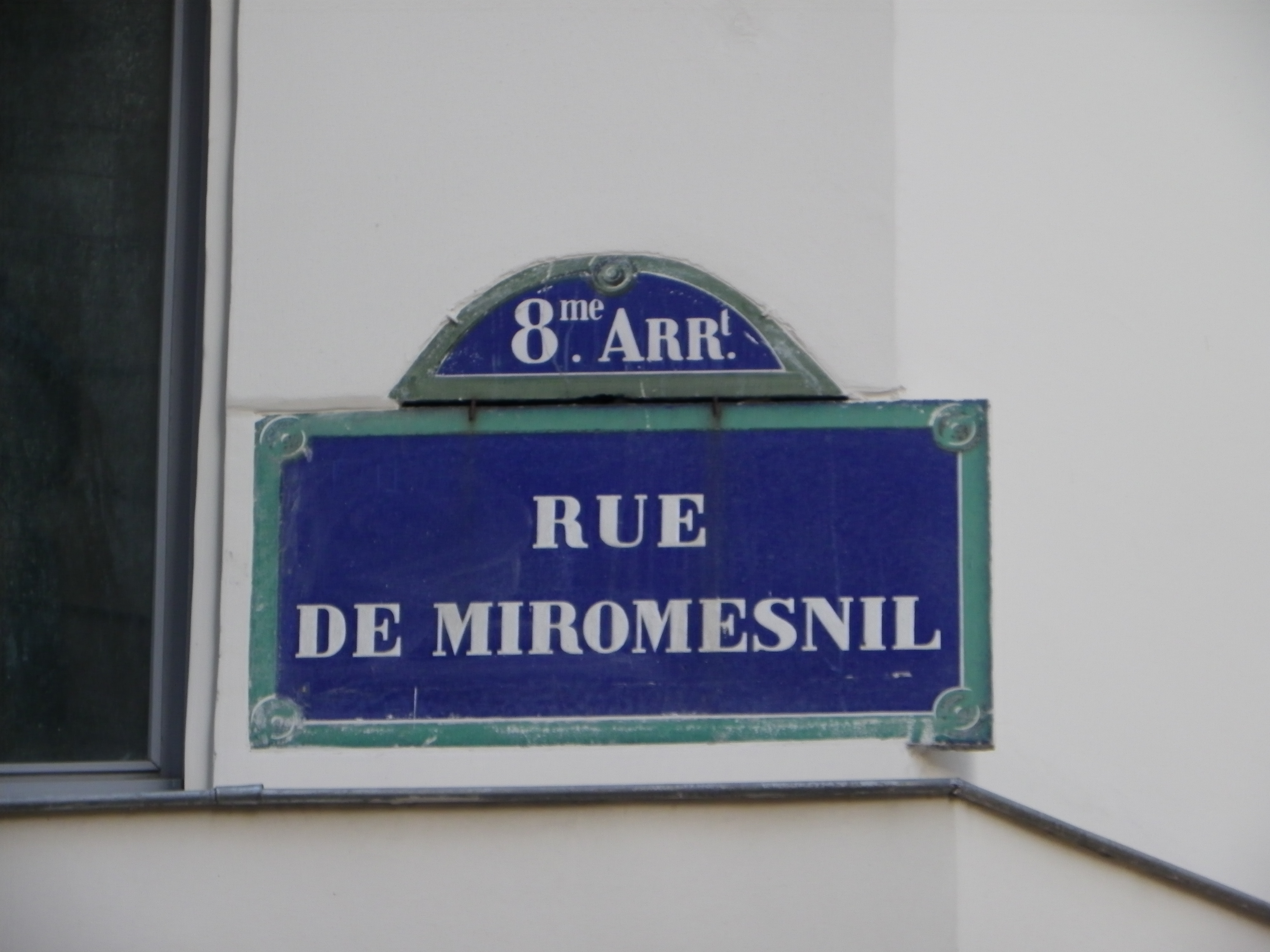
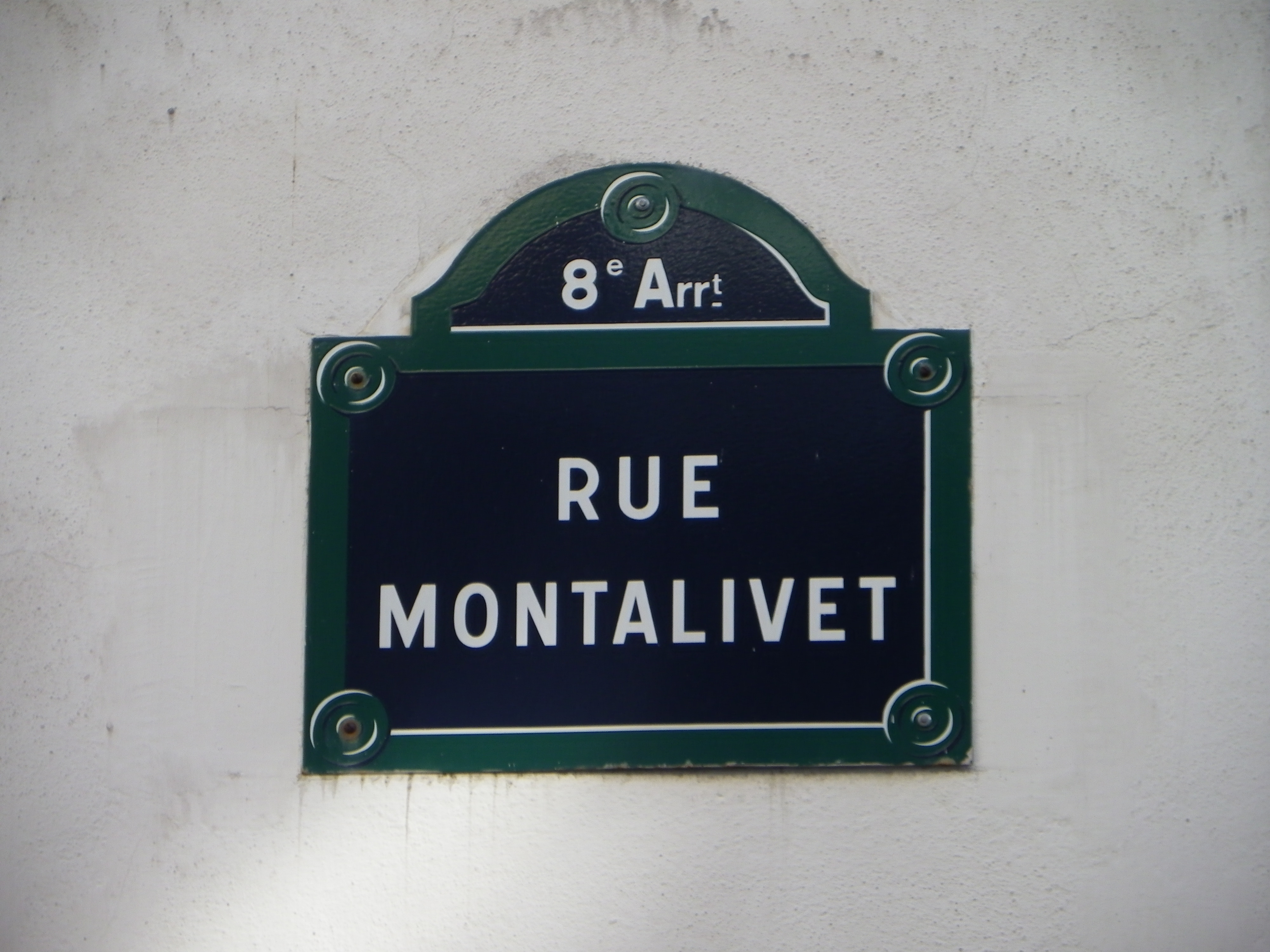

- Haut – A
- B
- C
- D
- E
- F
- G
- H
- I
- J
- K
- L
- M
- N
- O
- P
- Q
- R
- S
- T
- U
- V
- W
- X
- Y
- Z

- Boulevard de la Madeleine
- Galerie de la Madeleine
- Passage de la Madeleine
- Place de la Madeleine
- Rue de Madrid
- Rue Magellan
- Boulevard Malesherbes
- Rue Maleville
- Rue Marbeuf
- Avenue Marceau
- Allée Marcel-Proust
- Passage Marignan
- Rue de Marignan
- Avenue de Marigny
- Rue des Mathurins
- Avenue Matignon
- Place Maurice-Couve-de-Murville
- Avenue de Messine
- Rue de Messine
- Allée Michel-Berger
- Rue de Miromesnil
- Rue Mollien
- Rue de Monceau
- Avenue Montaigne
- Rue Montalivet
- Rue de Moscou
- Rue Murillo
- Avenue Myron-Herrick

### N
- Haut – A
- B
- C
- D
- E
- F
- G
- H
- I
- J
- K
- L
- M
- N
- O
- P
- Q
- R
- S
- T
- U
- V
- W
- X
- Y
- Z

- Rue de Naples
- Place de Narvik
- Rue de la Néva
- Villa Nouvelle

### O
- Haut – A
- B
- C
- D
- E
- F
- G
- H
- I
- J
- K
- L
- M
- N
- O
- P
- Q
- R
- S
- T
- U
- V
- W
- X
- Y
- Z

- Cité Odiot

### P

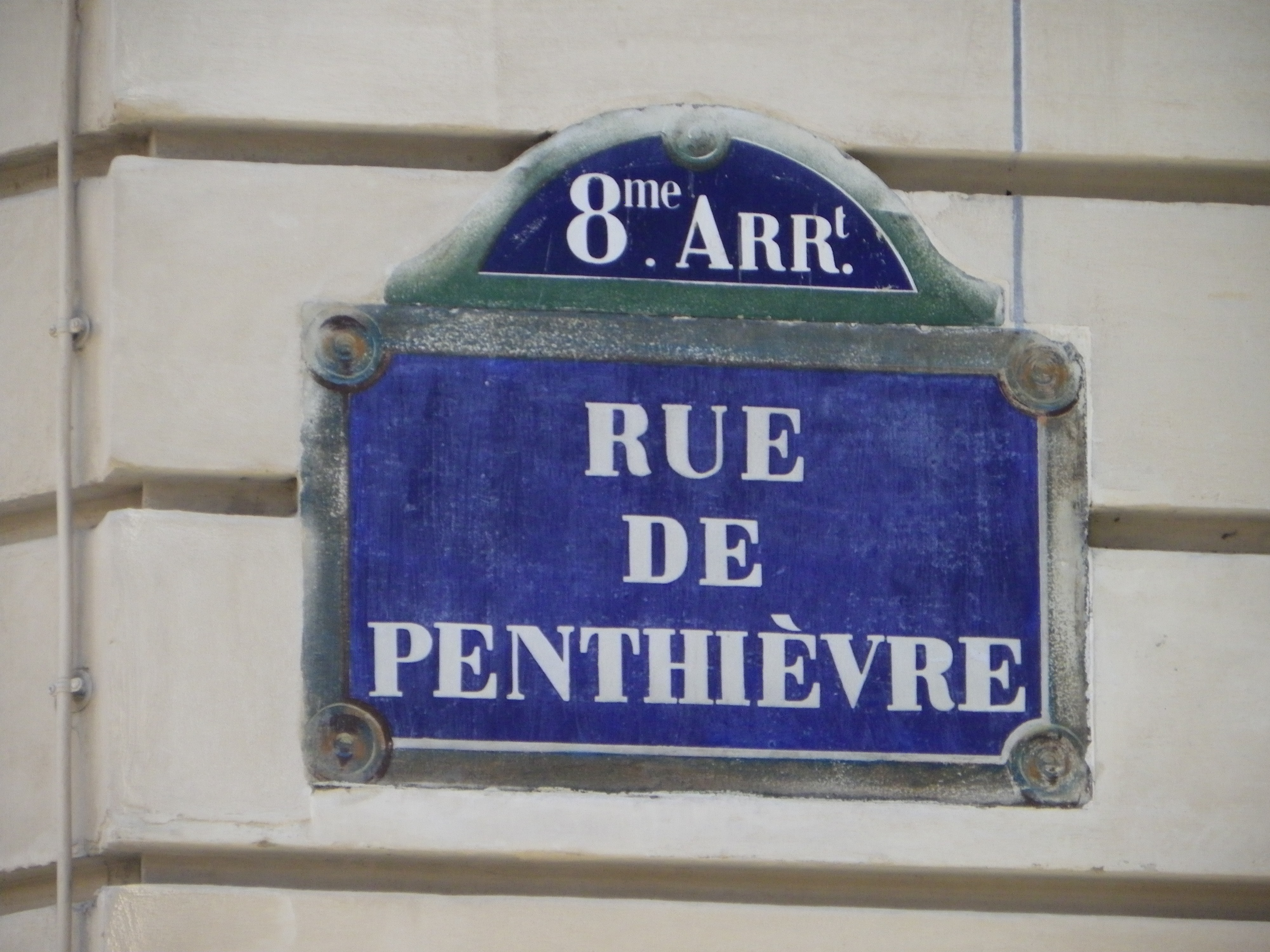
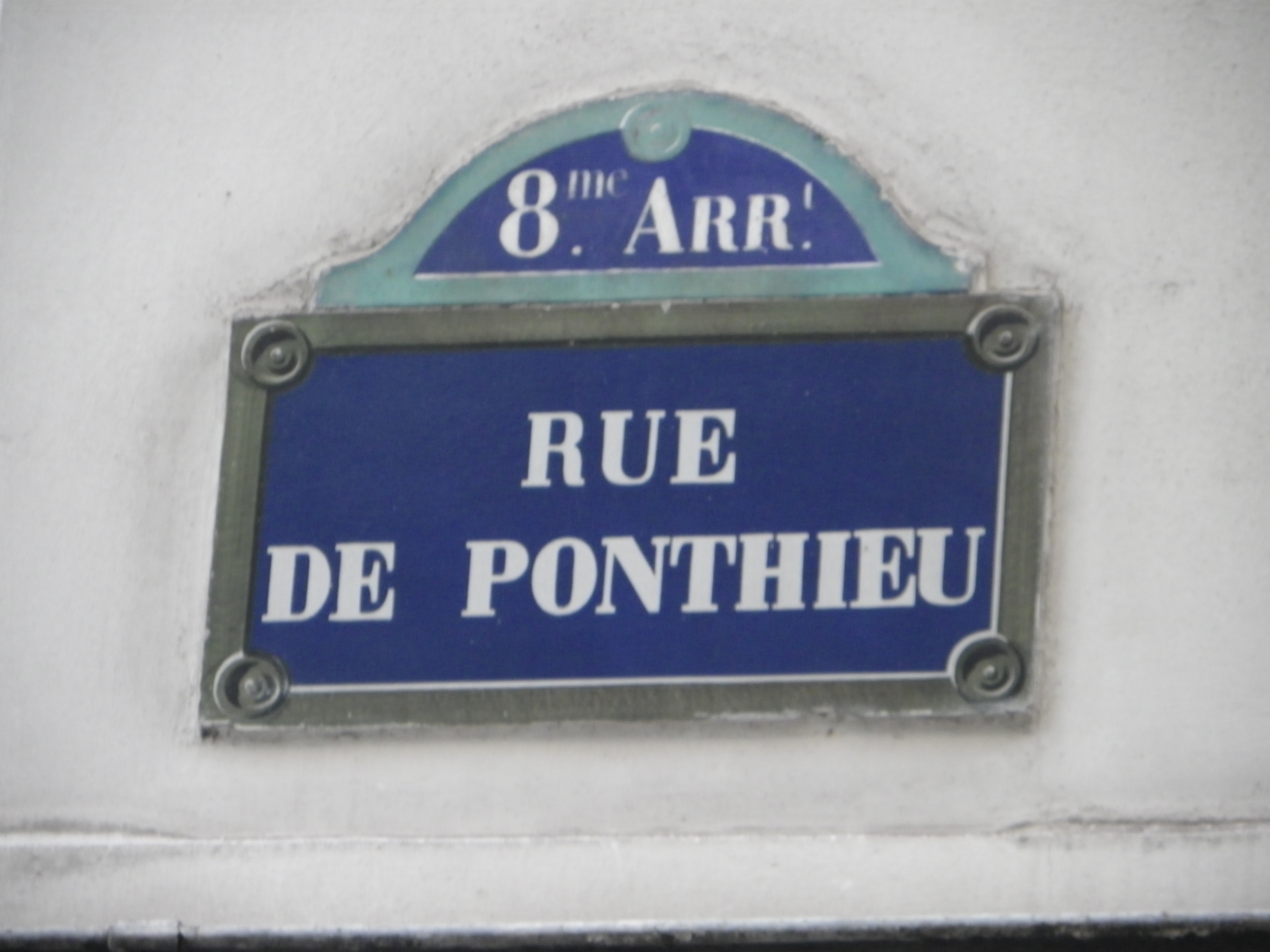

- Haut – A
- B
- C
- D
- E
- F
- G
- H
- I
- J
- K
- L
- M
- N
- O
- P
- Q
- R
- S
- T
- U
- V
- W
- X
- Y
- Z

- Rue Pasquier
- Rue Paul-Baudry
- Rue Paul-Cézanne
- Place Paul-Émile-Victor
- Cours Paul-Ricard
- Rue Pelouze
- Rue de Penthièvre
- Rue de la Pépinière
- Avenue Percier
- Place du Pérou, déplacée en 2005
- Rue Pierre-Charron
- Avenue Pierre-Ier-de-Serbie
- Rue Pierre-le-Grand
- Rue de Ponthieu
- Rue Portalis
- Rue de Presbourg
- Avenue du Président-Wilson
- Place Prosper-Goubaux
- Rue de Provence
- Passage Puteaux

### Q
- Haut – A
- B
- C
- D
- E
- F
- G
- H
- I
- J
- K
- L
- M
- N
- O
- P
- Q
- R
- S
- T
- U
- V
- W
- X
- Y
- Z

- Rue Quentin-Bauchart

### R
- Haut – A
- B
- C
- D
- E
- F
- G
- H
- I
- J
- K
- L
- M
- N
- O
- P
- Q
- R
- S
- T
- U
- V
- W
- X
- Y
- Z

- Rue Rabelais
- Cours la Reine
- Place de la Reine-Astrid
- Rue Rembrandt
- Rue de la Renaissance
- Place de la République-de-l'Équateur
- Place de la République-Dominicaine

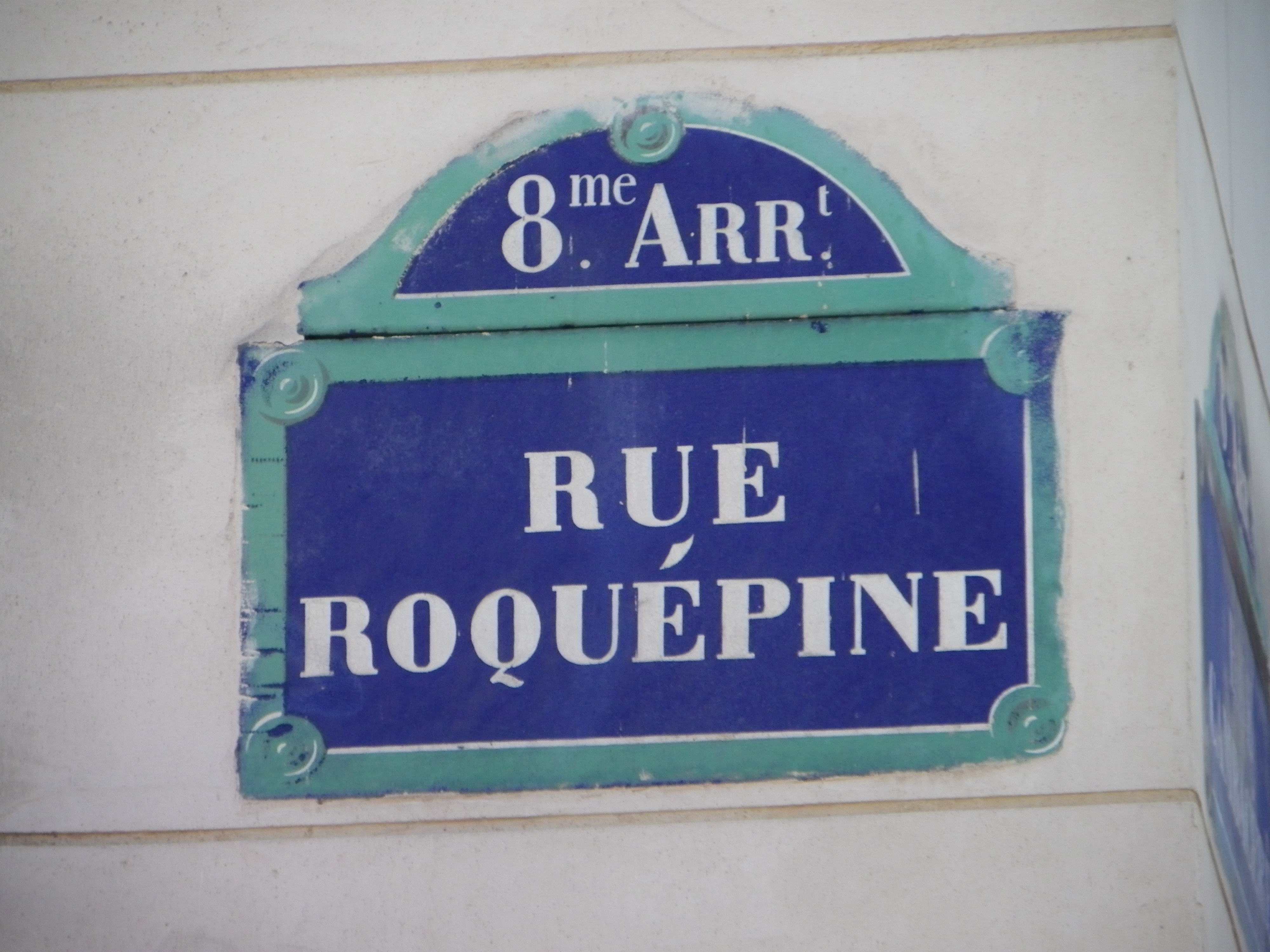
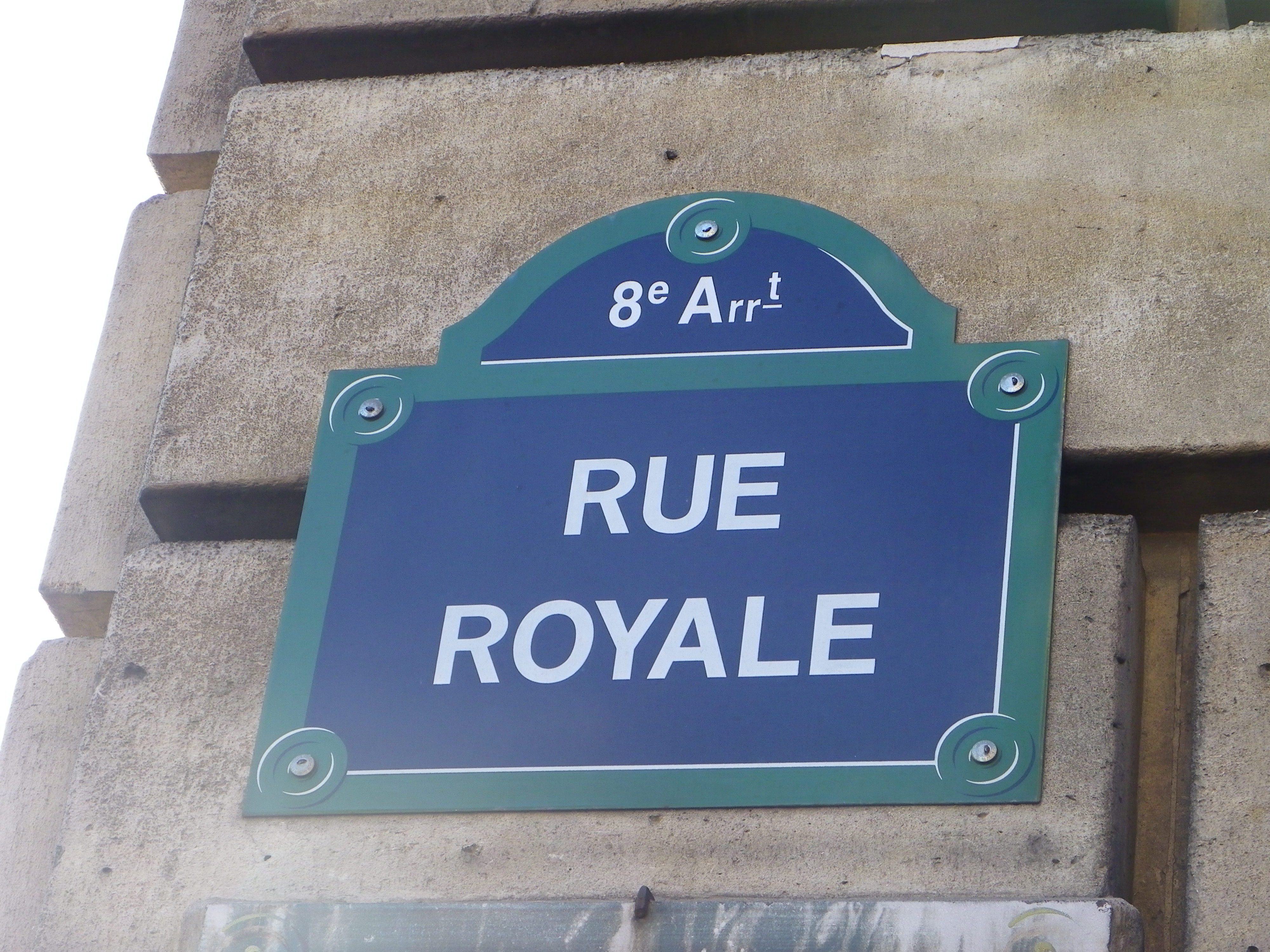

- Cité du Retiro
- Place du Révérend-Père-Carré
- Rue de Rigny
- Place de Rio-de-Janeiro
- Rue Robert-Estienne
- Rue du Rocher
- Cour de Rome
- Rue de Rome
- Rue Roquépine
- Square du Roule
- Rue Roy
- Rue Royale
- Impasse Ruffin
- Avenue Ruysdaël

### S

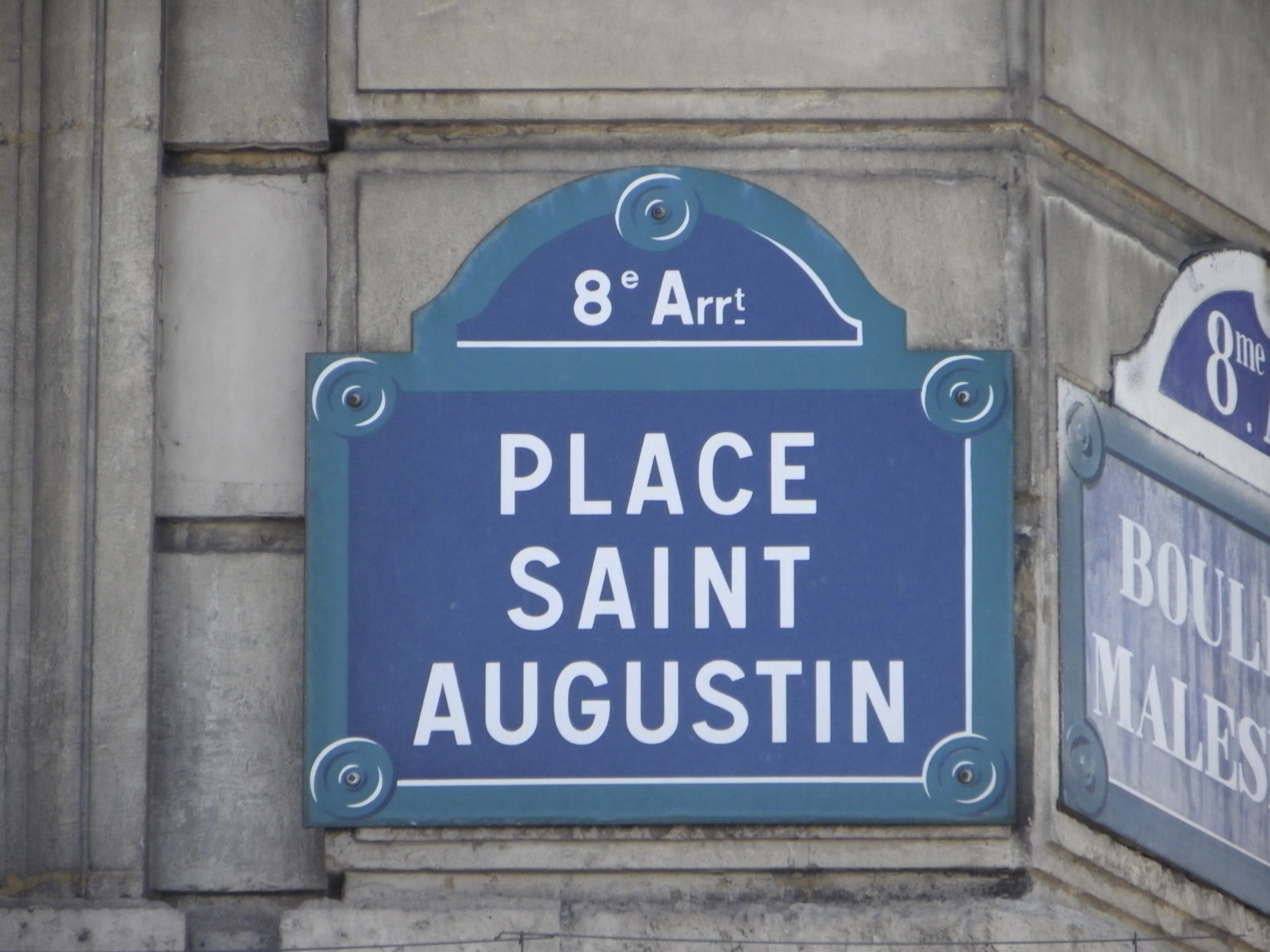
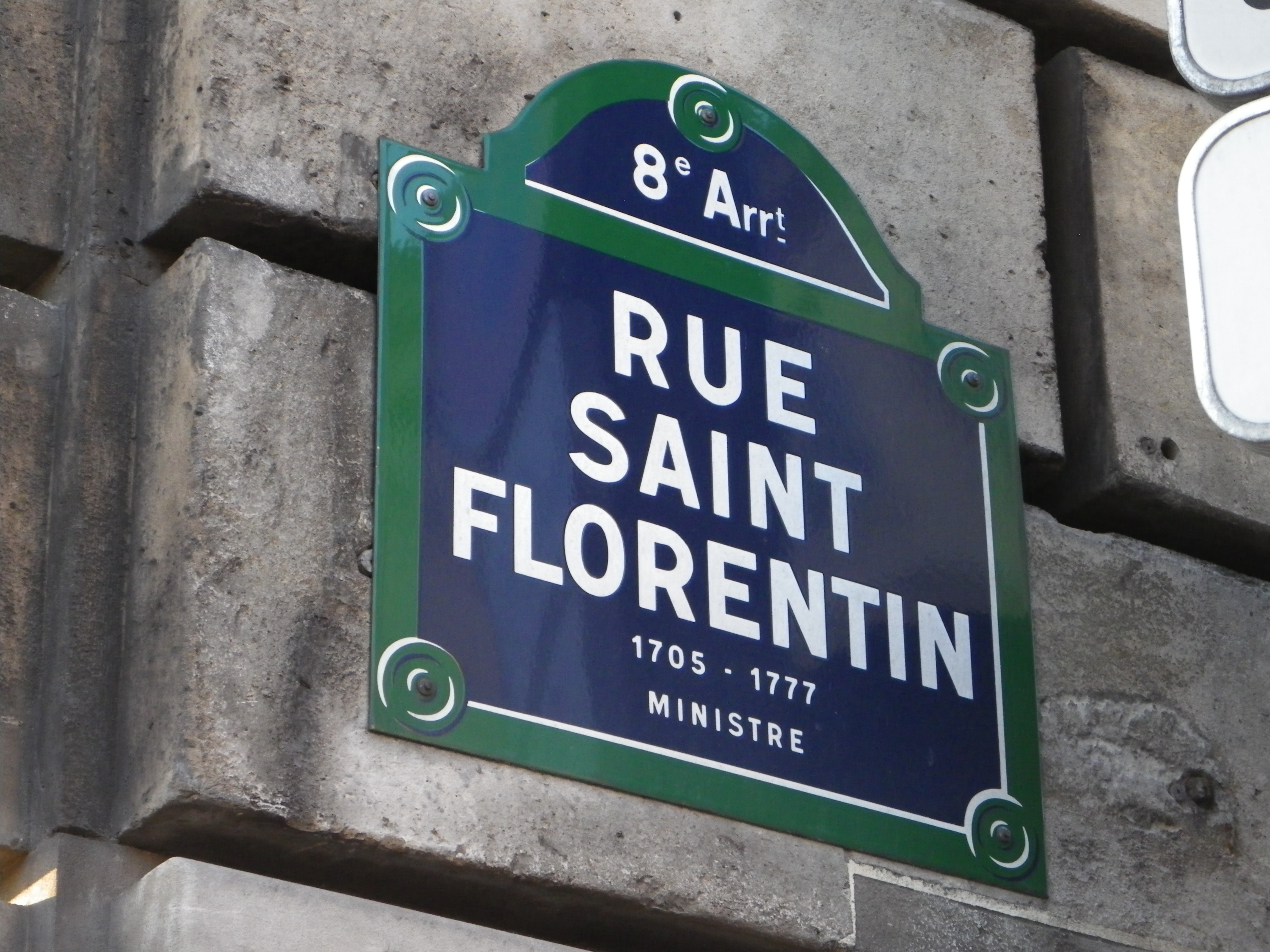
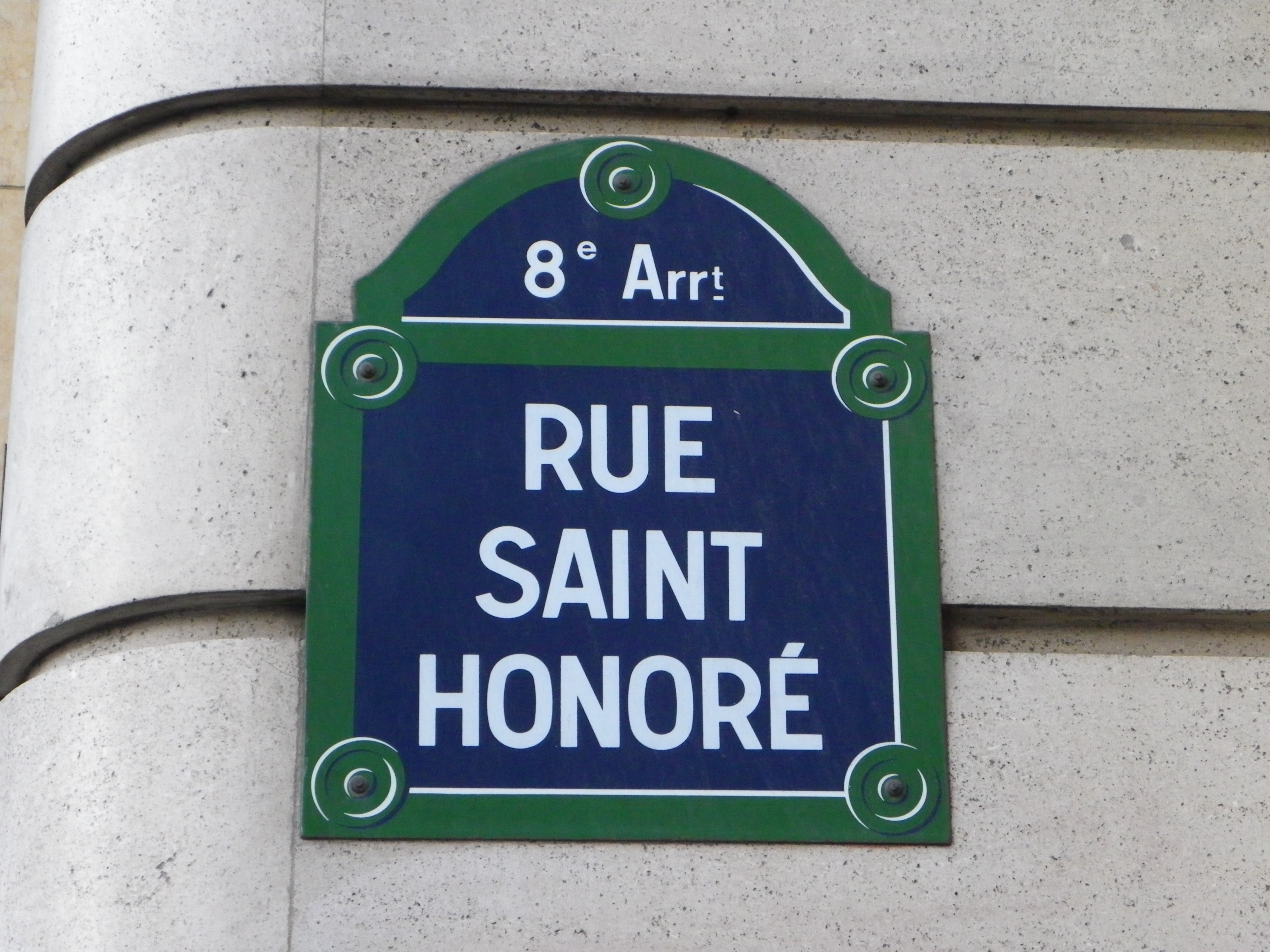
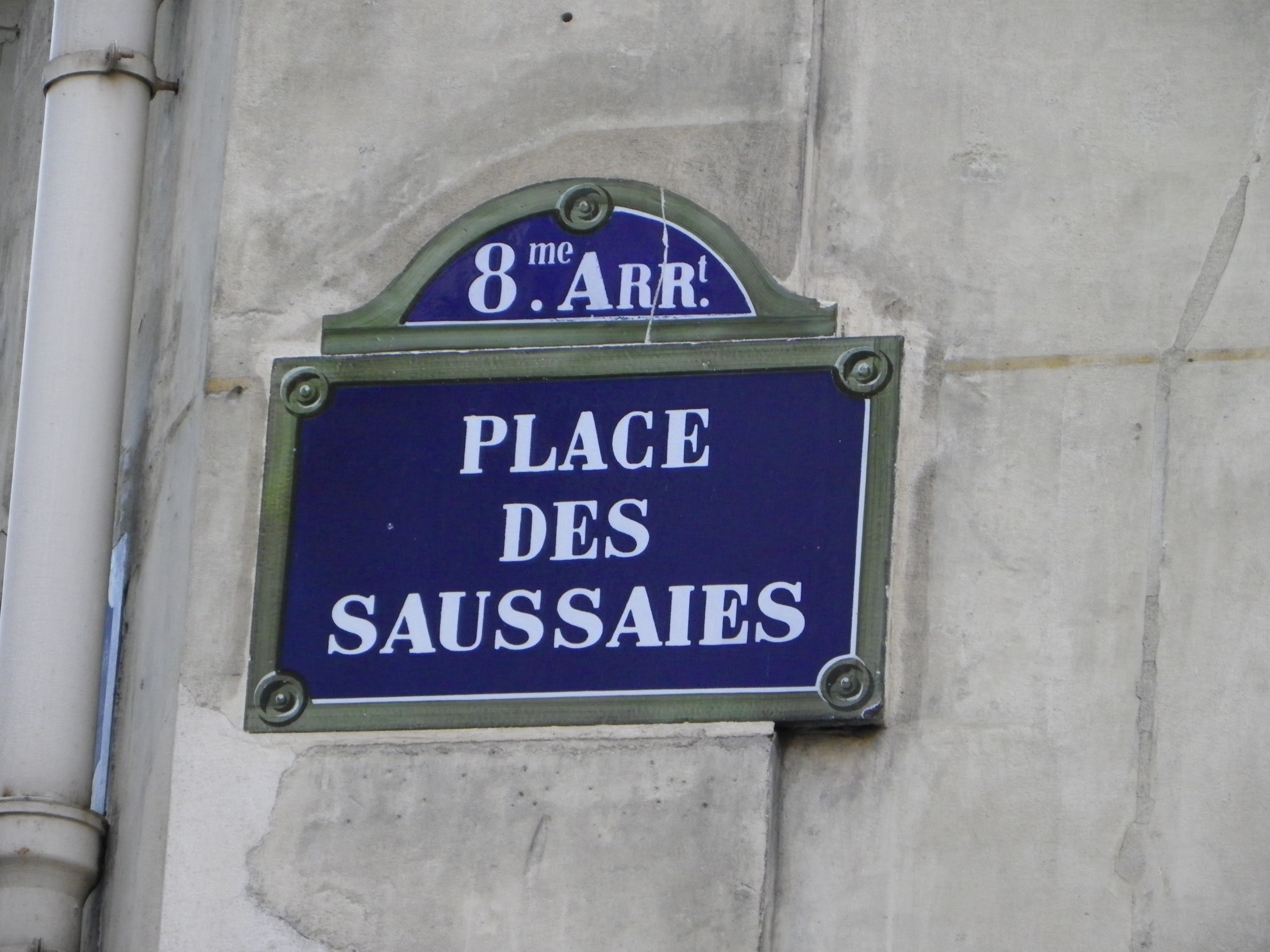
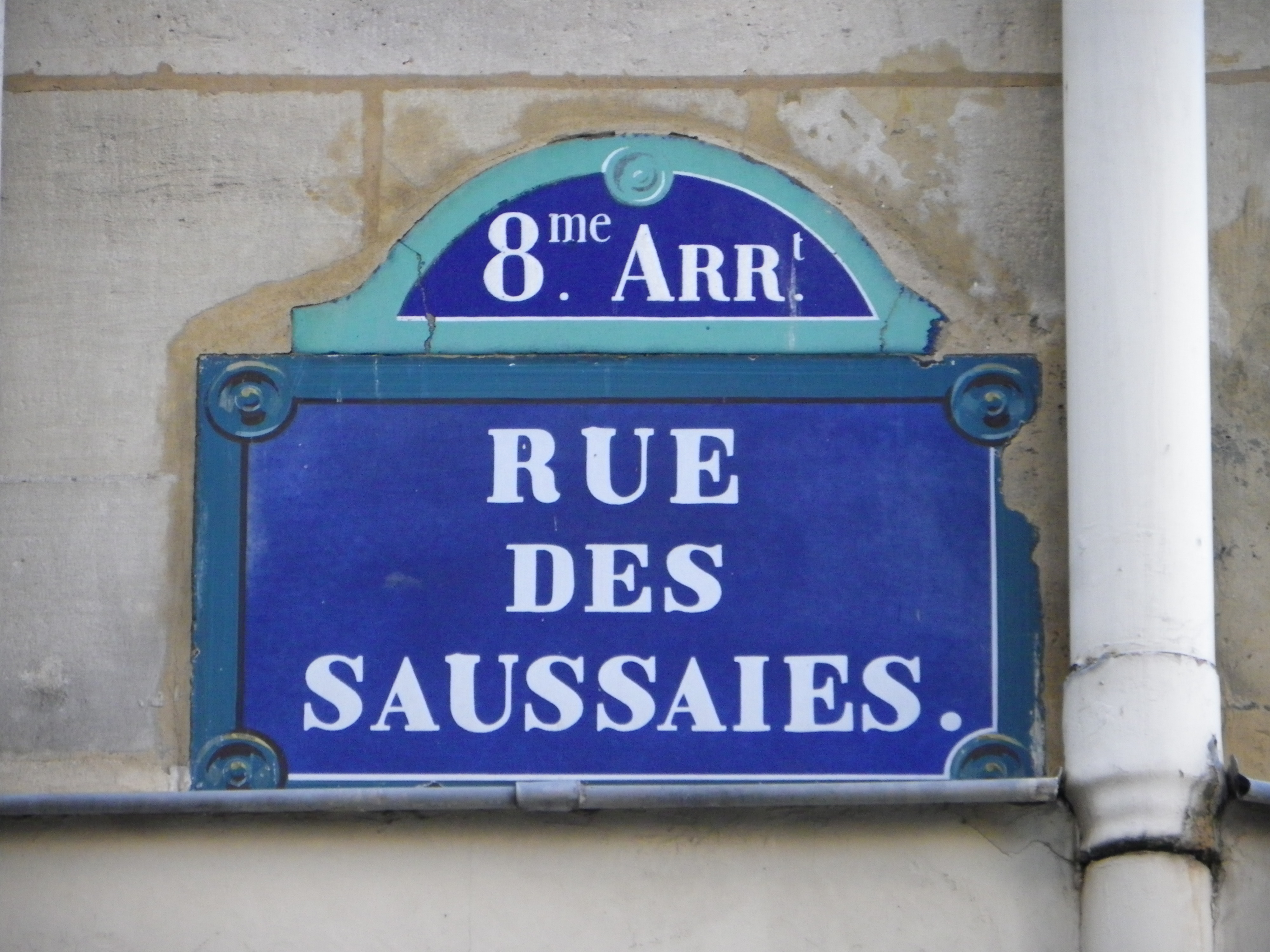
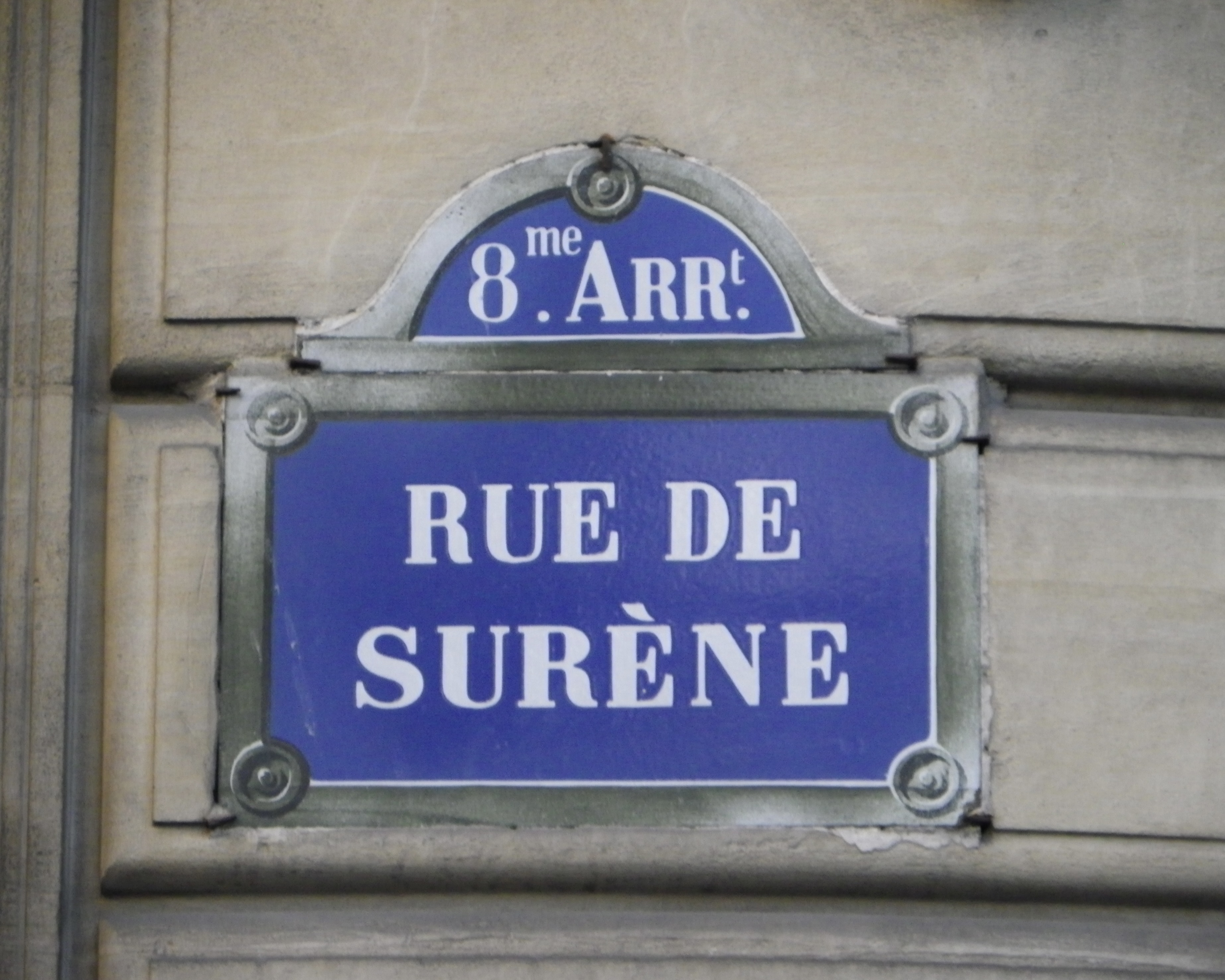

- Haut – A
- B
- C
- D
- E
- F
- G
- H
- I
- J
- K
- L
- M
- N
- O
- P
- Q
- R
- S
- T
- U
- V
- W
- X
- Y
- Z

- Place Saint-Augustin
- Rue Saint-Florentin
- Rue Saint-Honoré
- Rue Saint-Lazare
- Rue de Saint-Pétersbourg
- Passage Saint-Philippe-du-Roule
- Rue Saint-Philippe-du-Roule
- Place des Saussaies
- Rue des Saussaies
- Avenue de Selves
- Rue de Sèze
- Place Slavik
- Passage du Souvenir
- Rue de Stockholm
- Rue de Surène

### T
- Haut – A
- B
- C
- D
- E
- F
- G
- H
- I
- J
- K
- L
- M
- N
- O
- P
- Q
- R
- S
- T
- U
- V
- W
- X
- Y
- Z

- Rue de Téhéran
- Place des Ternes
- Place Théodore-Chassériau
- Rue de Tilsitt
- Rue Treilhard
- Rue Tronchet
- Rue Tronson-du-Coudray
- Rue de Turin

### V

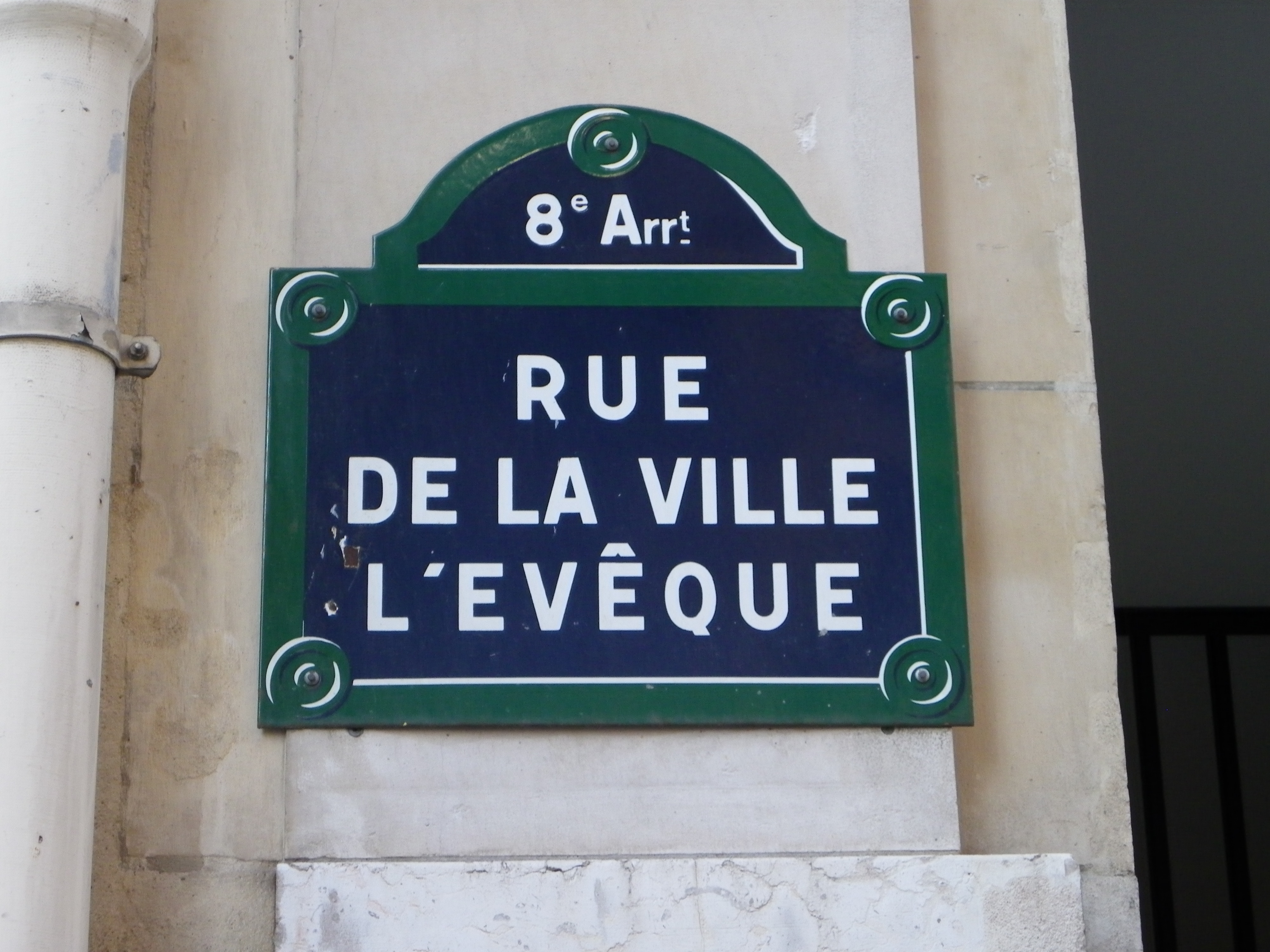

- Haut – A
- B
- C
- D
- E
- F
- G
- H
- I
- J
- K
- L
- M
- N
- O
- P
- Q
- R
- S
- T
- U
- V
- W
- X
- Y
- Z

- Avenue de Valois
- Avenue Van-Dyck
- Avenue Vélasquez
- Rue Vernet
- Rue de Vézelay
- Rue de Vienne
- Rue Vignon
- Rue de la Ville-l'Évêque

### W
- Haut – A
- B
- C
- D
- E
- F
- G
- H
- I
- J
- K
- L
- M
- N
- O
- P
- Q
- R
- S
- T
- U
- V
- W
- X
- Y
- Z

- Avenue de Wagram
- Villa Wagram-Saint-Honoré
- Rue Washington
- Avenue Winston-Churchill